# Cmentarz Centralny w Szczecinie
Cmentarz Centralny w Szczecinie (do 1945 niem. Hauptfriedhof – Cmentarz Główny) – największy cmentarz w Polsce, trzeci co do wielkości w Europie i jeden z największych na świecie. Założony w latach 1899–1900 we wschodniej części Gumieniec, według projektu Wilhelma Meyera-Schwartaua, a ostateczny kształt nadał mu Georg Hannig w 1918. 
Od jego otwarcia pochowano na nim ponad 300 tysięcy zmarłych, a jego dzisiejsza powierzchnia wynosi 172,33 ha.

## Historia
Potrzeba wybudowania nowego cmentarza powstała po 1873, gdy małe przykościelne cmentarze zostały przepełnione, a dzięki temu, że Szczecin przestał być twierdzą pojawiły się tereny pod budowę. Za najlepszy teren pod cmentarz uznano ówczesne ziemie rolnicze pomiędzy dzisiejszą ulicą Mieszka I, Ku Słońcu, a linią kolejową na wschodzie.
Cmentarz otwarto 6 grudnia 1901. W latach 1900–1903 pod kierunkiem architekta Wilhelma Meyera-Schwartau zbudowano bramę główną oraz budynki administracji i kaplicę cmentarną. W 1918 w nekropolii pochowanych było już 57 tysięcy osób i zajęte kwartały wschodnie i środkowe. Po I wojnie światowej rozpoczęto pochówki w kwartale zachodnim. W 1925 do kostnicy dobudowano krematorium.
Od założenia cmentarza aż do 1928 zarządcą cmentarza był Georg Hannig, a po nim Franz Herbert.
Do grudnia 1940 na cmentarzu pochowano ponad 117 tysięcy zmarłych. Znaczny przyrost pochówków nastąpił w czasie II wojny światowej wskutek nalotów bombowych na miasto.
Po 1945 Polaków chowano początkowo na wolnych kwaterach, a następnie w miejscu starych likwidowanych grobów. W obszar cmentarza włączono też cmentarz garnizonowy oraz teren wojskowy. Na cmentarzu wydzielono kwaterę wojenną (na głównej osi cmentarza), natomiast przy alei Lipowej utworzono kwaterę żydowską – będąca jedynym czynnym cmentarzem żydowskim w województwie zachodniopomorskim. Od 1945 do końca 2000 na Cmentarzu Centralnym pochowano 139 tys. osób.

## Architektura
Architektura cmentarza nawiązuje do nekropolii Ohlsdorf w Hamburgu. Widać tu połączenie kilkunastu krajobrazów ogrodowych. Projektując cmentarz starano się maksymalnie upodobnić go do parku-ogrodu, a jak najdalej odejść od standardowego stłaczania „jak największej liczby grobów, na jak najmniejszej powierzchni”. Dużą część terenu nekropolii przeznaczono na zieleńce, zbiorniki wodne, żywopłoty, szerokie aleje obsadzane szpalerami dekoracyjnych drzew. W starszej (wschodniej) części cmentarza głównym alejom nadano kolisty przebieg, dobrze wykorzystując naturalne ukształtowanie terenu. Nie zapomniano o ułatwiających komunikację schodkach, drewnianych mostkach dla pieszych, a nawet punktach widokowych. Wydano, obwarowany licznymi zakazami, regulamin cmentarza precyzujący wymagania jakie musiały spełniać stawiane tu nagrobki. Na cmentarzu znajduje się kilkadziesiąt pomników poświęconych m.in. Bohaterom Września 1939, ofiarom stalinizmu, „Tym, którzy nie powrócili z morza”, Sybirakom, Pionierom Szczecina, a także Krzyż Katyński oraz najstarszy, z czasów cmentarza garnizonowego, krzyż żeliwny upamiętniający żołnierzy poległych w wojnie francusko-pruskiej 1870-71. W pobliżu drugiej bramy pochowano potajemnie ofiary Grudnia 1970. W pobliżu cmentarza, przy ul. Mieszka I, znajduje się XIX-wieczny wiatrak holenderski zaadaptowany na sklep ogrodniczy.

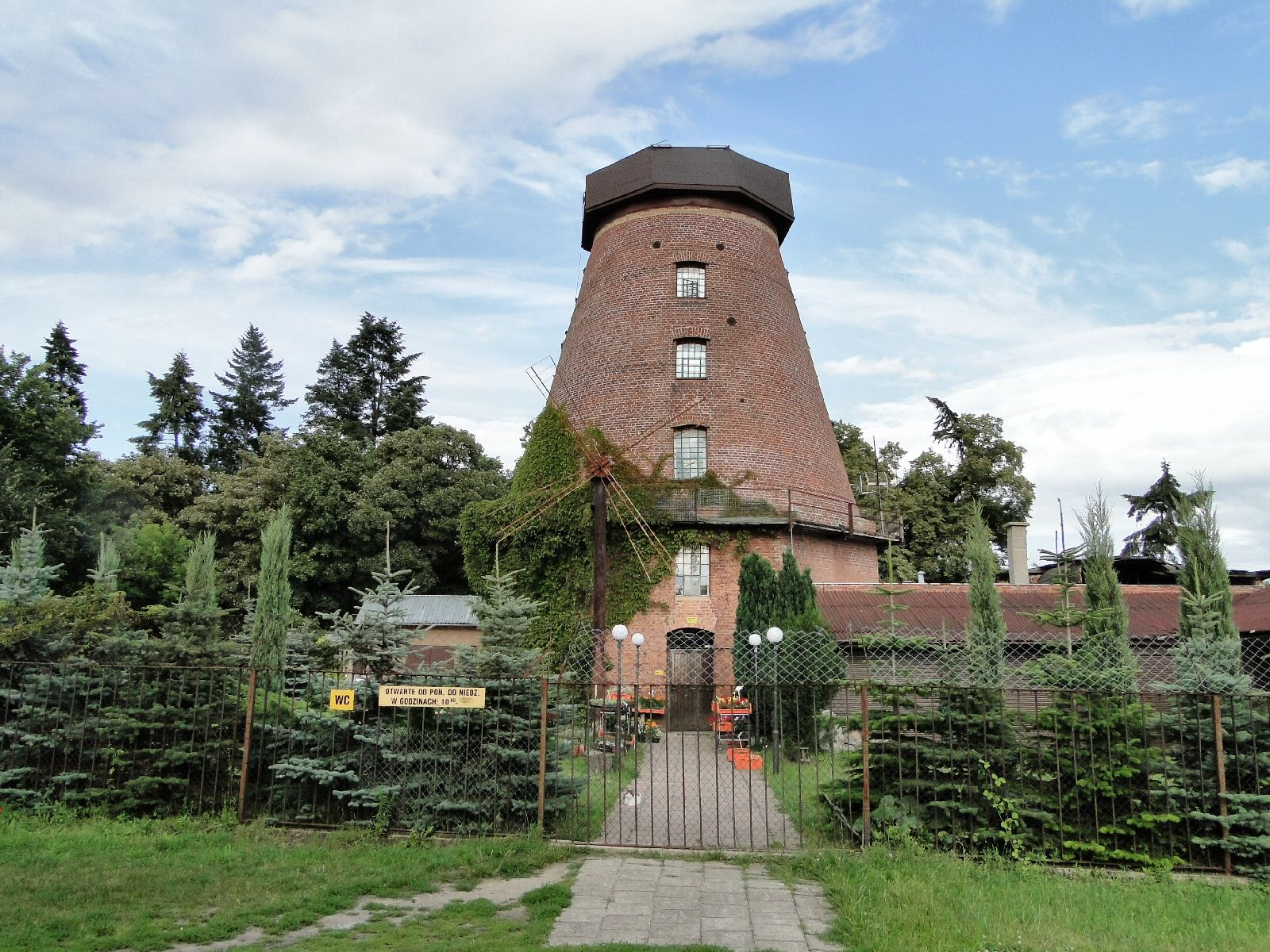
Wiatrak holenderski przy ul. Mieszka I

W latach 1928–1930 przy Alei Leszczynowej w zachodniej części cmentarza zbudowano drugą, modernistyczną kaplicę. Nie doczekała jednak do naszych czasów – została zniszczona w czasie nalotu bombowego w dniu 21 kwietnia 1943. Jej ruiny rozebrano w lipcu 1984, urządzając w tym miejscu kwaterę grzebalną.

### Brama główna

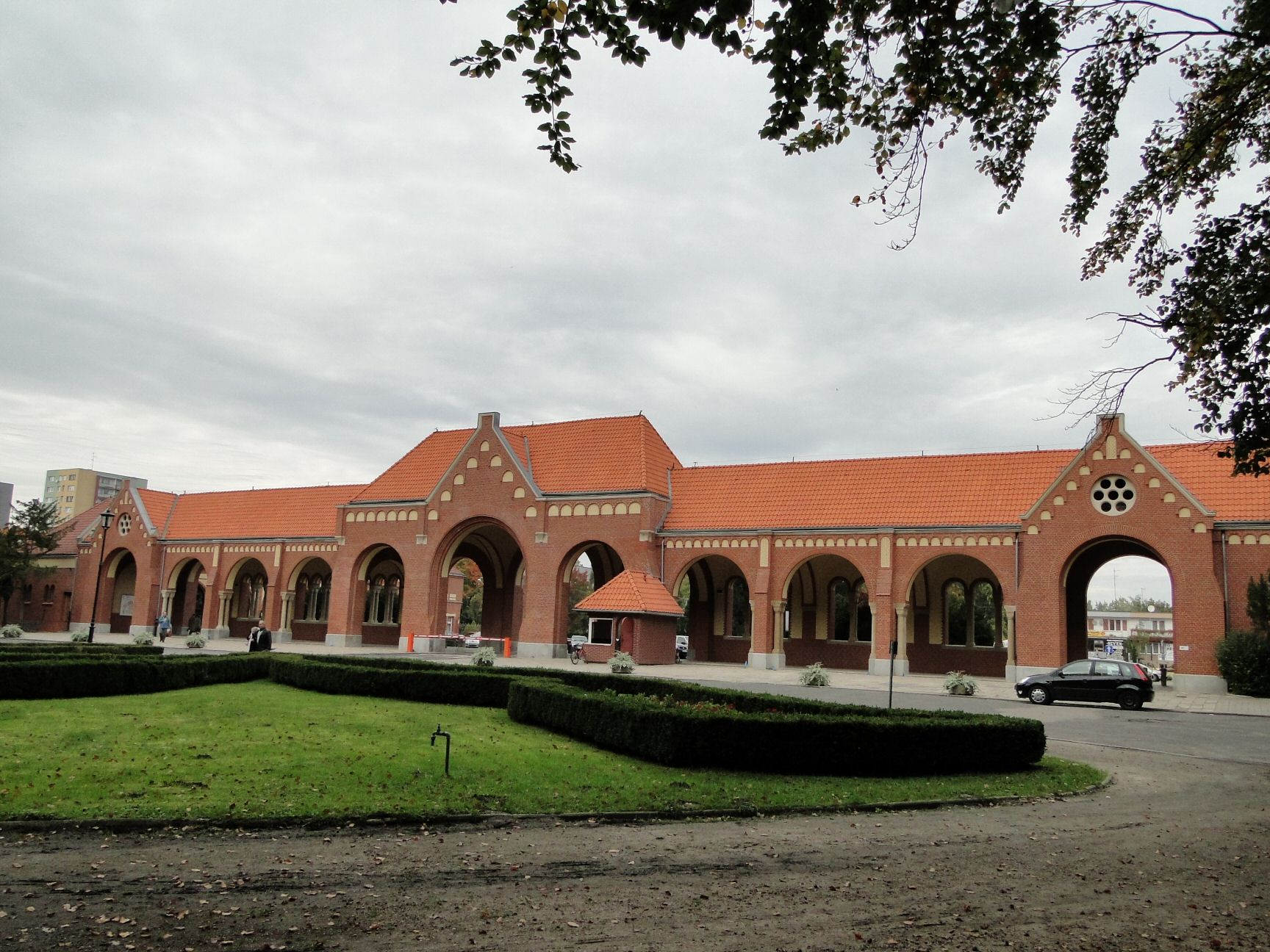
Brama główna - widok od strony cmentarza (2009)

Bramę główną cmentarza o szerokości 77 metrów, zbudowano w stylu neoromańskim w latach 1901–1903. Głównym projektantem był Wilhelm Meyer-Schwartau (współpracowali: architekt Boldt, miejski asystent budowlany Deitchl). Wystrój rzeźbiarski wykonał szczeciński artysta Bolcke. Do bramy przylegały dwa skrzydła: wschodnie przeznaczone dla administracji cmentarnej oraz zachodnie, w którym zlokalizowano zaplecze gospodarcze. Brama została poważnie uszkodzona we wrześniu 1941 podczas alianckiego nalotu na miasto (spłonęła wówczas również cała dokumentacja cmentarza).
Do odbudowy bramy przystąpiono w 1959, przy czym nie odtworzono kopuły z krzyżem wieńczącej pierwotnie bramę. Drugą zmianą w stosunku do stanu sprzed wojny było wyburzenie do poziomu gruntu skrzydła wschodniego i wzniesienie na jego miejscu kaplicy cmentarnej (zwanej w ówczesnej nomenklaturze „domem przedpogrzebowym”). Odbudowę zakończono w 1963. W 2008 brama przeszła gruntowny remont (koszt: 3 mln PLN).

### Kaplica

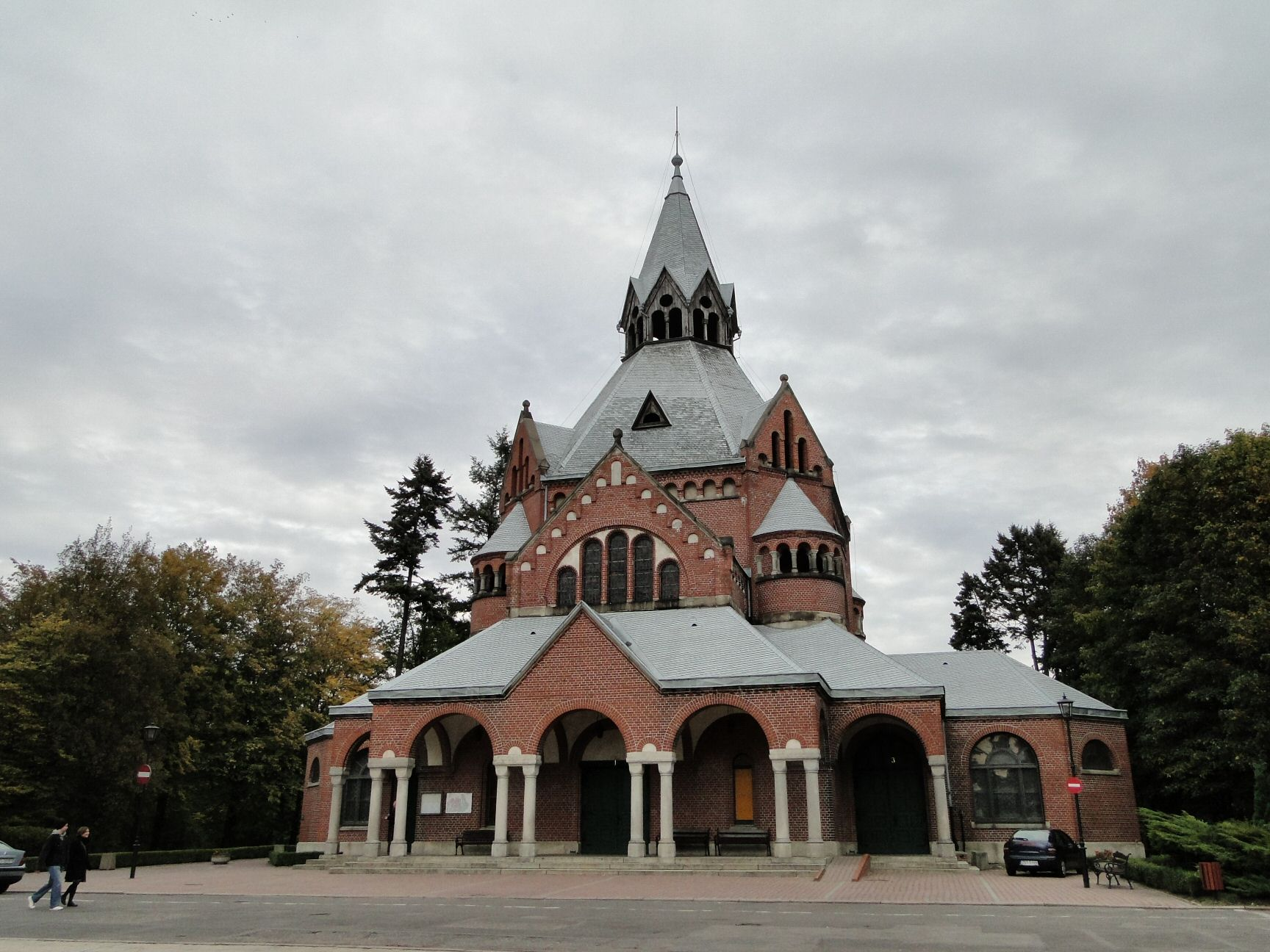
Kaplica

Główną kaplicę cmentarza wzniesiono według projektu Wilhelma Meyer-Schwartau w latach 1900–1902. Powstała budowla o malowniczej, bogatej elewacji, inspirowanej architekturą romańską. Kaplica, zbudowana na planie krzyża greckiego, zwieńczona została wysoką kopułą. Usytuowana na wzniesieniu, otoczona od zachodu rozległą wolną przestrzenią z basenem i fontanną, stała się centralnym punktem cmentarza i jego najbardziej rozpoznawalnym elementem. W latach 1924–1925 przy kaplicy wzniesiono krematorium z wysokim, szesnastometrowym kominem.
Po zakończeniu II wojny światowej kaplica nie była użytkowana. Dopiero w 1981 przystąpiono do jej odbudowy. W trakcie prac remontowych (w maju 1981) wybuchł pożar, który strawił znaczną część budowli – całkowitemu spaleniu uległa m.in. centralna kopuła. Odbudowa trwała 13 lat. Pierwsza ceremonia pogrzebowa odbyła się w kaplicy w marcu 1994. W 2005 przy kaplicy rozpoczęło pracę krematorium.

### Kwatera wojenna
Kwatera wojenna znajduje się na głównej osi widokowej cmentarza, pomiędzy kaplicą a Pomnikiem Braterstwa Broni. Składa się z czterech sektorów rozdzielonych pośrodku szeroką aleją wysadzaną cisowym żywopłotem. Spoczywa tu łącznie 3379 żołnierzy: 367 żołnierzy polskich (w tym 203 nieznanych) i 3012 żołnierzy radzieckich (2586 nieznanych). Kwatera powstawała sukcesywnie w latach 1946–1954, gdy chowano tu żołnierzy ekshumowanych z tymczasowych miejsc pochówku z terenu Pomorza Szczecińskiego (zwłaszcza z okolic Szczecina, Dobrej, Gryfina, Kołbaskowa, Nowogardu, Łobza, Płot). Złożono tu również szczątki żołnierzy poległych na Ziemi Meklemburskiej w czasie operacji berlińskiej. Ostatni pochówek na kwaterze wojennej miał miejsce w 1983.
Oprawę plastyczną kwatery stanowią:
- dwie armaty stojące przy wejściu na kwaterę (od strony kaplicy)
- płyta z napisem: „Bohaterom poległym na Piastowskim Szlaku w walkach nad Odrą i Bałtykiem – społeczeństwo Szczecina”. Przy tablicy ustawiono niewielki głaz z wizerunkiem mieczy grunwaldzkich
- obelisk z czarnego granitu z tekstem w języku rosyjskim upamiętniającym uczestników wielkiej wojny ojczyźnianej
- krzyż prawosławny z arkadą, ustawiony w 1994. Na łuku arkady napis w języku starocerkiewno-słowiańskim: „Symbolizuję Tego, który jest bramą ...”
- nad Kwaterą góruje Pomnik Braterstwa Broni

## Pomniki
|  | Krzyż Katyński Pomnik upamiętnia polskich oficerów zamordowanych w 1940 w Związku Radzieckim. Projektant monumentu – Jakub Lewiński stworzył wieloelementową kompozycję zawierającą siedmiometrowy krzyż nawiązujący do wyglądu Orderu Virtuti Militari, z jakby przestrzelonym orzełkiem w partii centralnej i żelaznym sznurem u podstawy. W ten sposób artysta nawiązał do wyglądu ofiar tej tragedii, które znajdowane były w masowych grobach ze związanymi sznurem rękami i z przestrzelonymi od tyłu orzełkami na rogatywkach. Krzyż otaczają trzy kamienie z nazwami obozów, w których przetrzymywani byli polscy żołnierze i oficerowie. Ziemia z tych miejsc została umieszczona w postumencie pomnika. Za pomnikiem, na niewielkim murku, umieszczono metalowe tabliczki z nazwiskami ofiar zbrodni katyńskiej. Pomnik odsłonięto 11 listopada 1990.                                                                                      |
|  | Pomnik Braterstwa Broni Monument wykonany został ze sztucznego kamienia według projektu Sławomira Lewińskiego. Wysokie ramiona pomnika nawiązują do wyglądu skrzydeł husarskich, a ich zazębiający się układ miał symbolizować polsko-radzieckie braterstwo broni. Pomnik usytuowany jest nad polską i rosyjską kwaterą wojenną. Odsłonięcie nastąpiło 28 października 1967 r. |
|  | Pomnik „Tym, którzy nie powrócili z morza” Autorzy: Małgorzata Szubert-Radnicka, Maciej Radnicki Data odsłonięcia: 15 października 1989 |
|  | Pomnik Sybiraków Pomnik poświęcony (jak głosi znajdująca się przy nim tablica) „Pamięci tych, którzy z tajgi Sybiru, łagrów Północy, stepów Kazachstanu nie powrócili na Ziemię Ojczystą”. Inicjatorem budowy monumentu byli Sybiracy woj. szczecińskiego. Charakterystycznym elementem pomnika jest fragment toru kolejowego symbolizujący drogę wywózki zesłańców. Wzdłuż toru posadowiono słupki z symbolami wyznań religijnych oraz krzyż z datami zsyłek (od 1768 do 1953) i znakiem Związku Sybiraków. Obok wybudowano niewysoki mur na którym umieszczane są tabliczki z nazwiskami zesłańców. Projekt pomnika opracowali: Joanna Haśnik-Adamiec i Krzysztof Adamiec. Odsłonięcie nastąpiło 17 września 1994. |
|  | Pomnik Kombatantów Pomnik wznosi się w centrum Kwatery Kombatantów, wyróżniającej się jednolitymi nagrobkami z krzyżami nawiązującymi do znaku Polski Walczącej. Projektantem pomnika był Jakub Lewiński, który stworzył abstrakcyjną kompozycję składającą się z miniatury skrzydła husarskiego oraz gęsto upakowanych, metalowych ostrosłupów przypominających groty strzał lub kopii. Całość została posadowiona na granitowym cokole z wizerunkiem wojskowego orzełka i napisem: „Pamięci Kombatantów”. Z tyłu umieszczono sentencję: „Wieczna chwała tym, którzy walczyli o niepodległość Polski”. Monument został ufundowany przez Związek Kombatantów RP, a odsłonięto go w 1995. Wysokość pomnika – 4,7 m. |
|  | Pomnik Ofiar Grudnia'70 Pomnik upamiętnia ofiary wydarzeń grudniowych 1970 w Szczecinie. Stoi w pobliżu mogił trzynastu osób, które poniosły wówczas śmierć w Szczecinie. Pierwszy pomnik w tym miejscu ustawiono z inicjatywy Stowarzyszenia Społecznego Grudzień’70 – Styczeń’71 w Szczecinie w 1999. Miał on formę wysokiego, drewnianego krzyża posadowionego na kamiennym cokole w kształcie dziobu statku. Na cokole znajdowała się tablica z napisem: „Bóg Honor Ojczyzna. W rocznicę tragicznych wydarzeń Grudnia ’70 w Szczecinie stawiamy w tym miejscu Krzyż Męczeństwa Narodu Polskiego, który został poświęcony na grobie ks. Jerzego Popiełuszki, symbolizujący walkę wszystkich Polaków o niepodległość naszej Ojczyzny. Mieszkańcy Szczecina”. W 2022 dotychczasowy pomnik został zastąpiony nowym, mającym formę sześcianu, na którego wewnętrznych ścianach wyryto nazwiska ofiar Grudnia'70. Autorem pomnika jest Piotr Kudelski. |
|  | Pomnik Pionierów Szczecina 1945-1946 Pomnik w formie metalowego, stylizowanego krzyża (o wys. 5 m) upamiętnia pierwszych Polaków, którzy zginęli śmiercią tragiczną w Szczecinie w latach 1945–1946. Po obu stronach krzyża, na granitowych, czarnych płytach wyryto nazwiska tych osób. Autorem kompozycji jest Jakub Lewiński (odsłonięcie – 1995). Pomnik otoczony jest kręgiem krzyży z nazwiskami zmarłych pionierów. W pobliżu znajduje się skromny akcent rzeźbiarski wykonany ze sztucznego kamienia w połowie lat siedemdziesiątych przez Stanisława Rudzika, z napisem: „Kwatera Pionierów Szczecińskich 1945-1946”. |
|  | Pomnik Działaczy Ruchu Robotniczego Pomnik wznosi się nad utworzoną w połowie lat siedemdziesiątych XX w. Kwaterą Ruchu Robotniczego. Sam pomnik powstał w 1978 według projektu Jakuba Lewińskiego. Monument stanowi dynamicznie ukształtowana bryła betonu, w której można się dopatrzyć podobieństwa do łopoczącego na wietrze sztandaru. Z przodu umieszczono płaskorzeźbę twarzy mężczyzny (być może Marcelego Nowotki) i napis „Działaczom Ruch Robotniczego”. Pomnik jest jednym z największych monumentów na terenie Cmentarza Centralnego (wysokość 7 m, szerokość: 14 m). |
|  | Pomnik Ofiar Niemieckich Obozów Koncentracyjnych Na surowej, betonowej ścianie z widocznymi śladami deskowania umieszczono płytę z napisem: „W hołdzie pomordowanym w latach 1939–1945 więźniom niemieckich obozów koncentracyjnych, przesiedleńczych i ofiarom gestapo – ku pamięci i przestrodze – byli więźniowie”. Obok, na czarnej marmurowej płycie wymieniono nazwy niemieckich obozów koncentracyjnych. Z lewej strony umieszczono trójkąt z literą „P”. Autorem monumentu odsłoniętego w 2004 jest Kazimierz Stachowiak. |
|  | Pomnik Armii Krajowej Pomnik, autorstwa Macieja Prauzińskiego, odsłonięto 27 września 2004, w 65 rocznicę powołania Polskiego Państwa Podziemnego. Wykonany z kamienia, zawiera czarną marmurową tablicę z napisem: „1939-1956 W hołdzie poległym i pomordowanym żołnierzom Armii Krajowej i innych organizacji zbrojnych podziemnego państwa polskiego”. Tablica wsparta jest na trzech, ukośnie ściętych, wysmukłych elementach z wyrytym znakiem Polski Walczącej. |
|  | Pomnik Pamięci Olimpijczyków Pomnik upamiętnia zmarłych, zachodniopomorskich uczestników olimpiad. Inicjatorem budowy pomnika był Szczeciński Klub Olimpijczyka oraz Zachodniopomorska Rada Olimpijska. Monument zaprojektował Jakub Lewiński. Pomnik ma formę prostopadłościennego bloku granitu zwieńczonego rozszerzającą się ku górze głowicą. Całość nawiązuje do kształtu znicza olimpijskiego. Na frontowej ścianie pomnika umieszczono pięć kół olimpijskich, płaskorzeźbione sylwetki lekkoatletów oraz łaciński napis: CITIUS ALTIUS FORTIUS (szybciej, wyżej, mocniej) będący dewizą igrzysk olimpijskich. Za pomnikiem, na niskich postumentach, umieszczono tabliczki z informacjami o zmarłych zachodniopomorskich olimpijczykach. W uroczystości odsłonięcia pomnika w dniu 15.11.2010 uczestniczył Prezydent Szczecina oraz przedstawiciele Polskiego Komitetu Olimpijskiego.                                                        |
|  | Pomnik Pamięci Dzieci Nienarodzonych Pomnik składa się z kamiennego krzyża i stojącego obok przepołowionego głazu, na którym umieszczono inskrypcję: „Pamięci Dzieci Nie Narodzonych” oraz wyryto cytat ze słów papieża Jana Pawła II: „Naród, który zabija własne dzieci, jest narodem bez przyszłości”. Monument powstał w 1994 r. według projektu Wilhelminy Nestorowicz. |
|  | Pomnik „Matka Ziemia” Autor: Ernst Barlach Data odsłonięcia: 1921 Data odsłonięcia kopii: 2011 |
|  | Pomnik Ofiar Katastrofy Promu Jan Heweliusz W dniu 13.01.2013 – w przeddzień dwudziestej rocznicy zatonięcia promu Jan Heweliusz, odsłonięty został pomnik poświęcony ofiarom tej najtragiczniejszej katastrofy w dziejach polskiej floty handlowej po II wojnie światowej. Pomnik wykonany jest w formie podwójnego, pochylonego polera. Można się w nim również dopatrzyć podobieństwa do dwóch pochylonych krzyży. Pochylenie to – to nawiązanie do sylwetek tonących często w przechyle statków. Kształt pomnika przypomina także rzymską liczbę „XX” (dwudziesta rocznica katastrofy) oraz pochyloną literę „H” (jak „Heweliusz”). Postument pomnika wykonano z mylonitu – skały kolorem i wzorem zbliżonej do wyglądu toni morskiej. Autorami pomnika są: Sebastian Piechocki i Marcin Wawrzaszek. Pomnik ufundował armator – Euroafrica Linie Żeglugowe.                                                                                      |
|  | Pomnik Ofiar Nacjonalistów Ukraińskich – upamiętnia ofiary ludobójstwa popełnionego przez nacjonalistów ukraińskich w latach 1939–1947. Pomnik został zbudowany z inicjatywy stowarzyszenia „Kresy Wschodnie Dziedzictwo i Pamięć”, przy współudziale finansowym Instytutu Pamięci Narodowej. Pomnik ma formę niewysokiego ostrosłupa przywołującego skojarzenie z zapadającym się pod ziemię szczytem wiejskiej chaty. Znajdujący się nieopodal słup z motywem krzyża może kojarzyć się ze sterczącym samotnie kominem – będącym pozostałością po nieistniejącej już zabudowie. Na pomniku wypisane zostały nazwy 28 miejscowości, w których doszło do aktów ludobójstwa i z których ziemia została zgromadzona w znajdującej się pod pomnikiem urnie. Monument zaprojektowała prof. Katarzyna Radecka. Odsłonięcie nastąpiło w lutym 2019. |
|  | Pomnik Młodzieży Wileńskiej Pomnik upamiętnia polską młodzież z Wilna i okolic zamordowaną w Ponarach w latach 1941-44 przez oddziały niemieckie i kolaborujących z nimi Litwinów. Pomnik został ufundowany przez byłych żołnierzy AK i młodzież szkół szczecińskich. Monument, odsłonięty 11 maja 2012 roku, zaprojektował Zbigniew Andruszkiewicz. Honorowy patronat nad budową pomnika sprawował prezydent miasta Szczecina. |

## Trakt historyczny

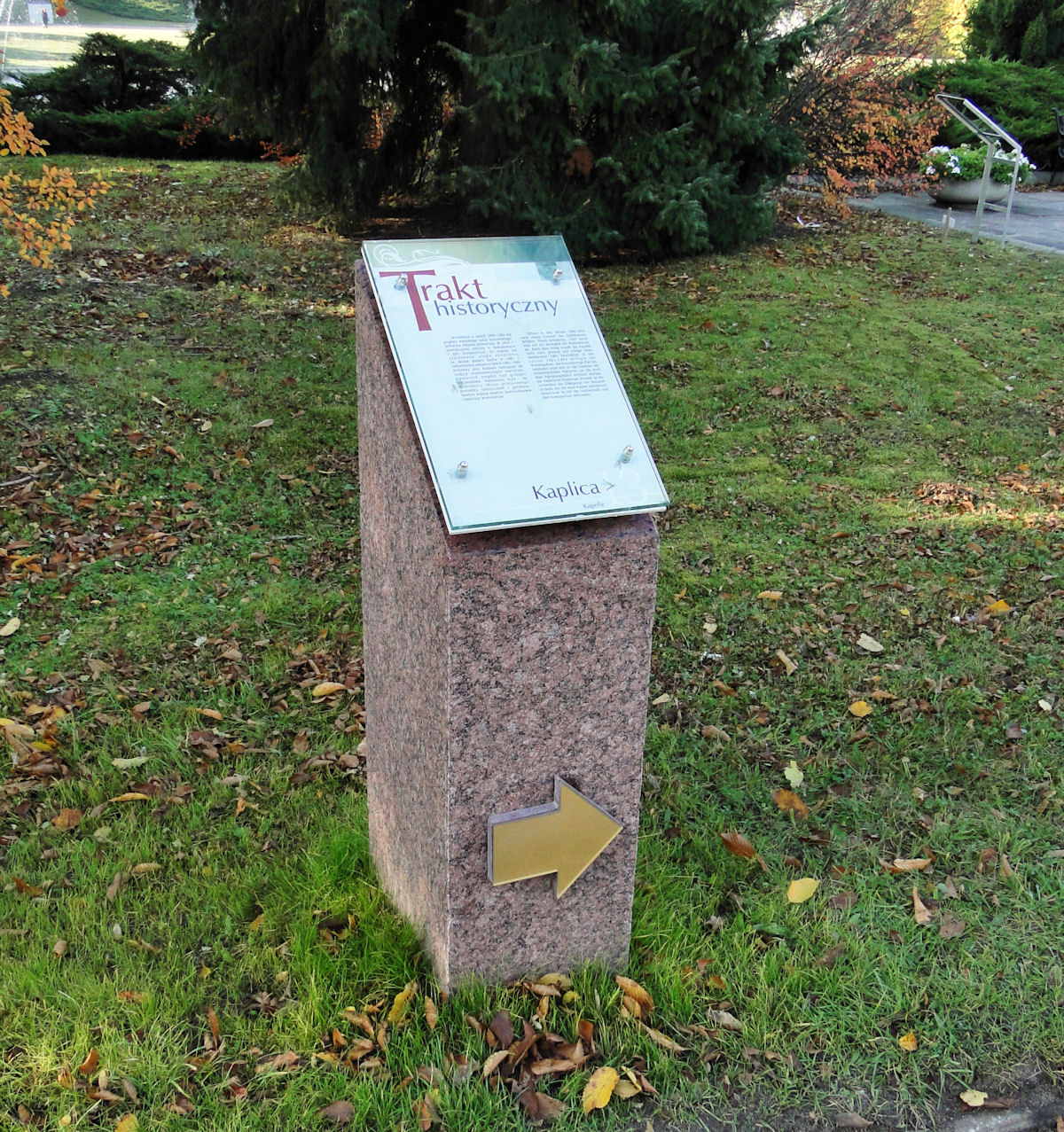
Tablica informacyjna przy jednej ze stacji traktu historycznego

W 2010 we wschodniej – historycznej części cmentarza wytyczony został trakt historyczny umożliwiający poznanie najbardziej interesujących miejsc tej części nekropolii. Na trasie traktu zlokalizowano 21 stacji wyposażonych w dwujęzyczne tablice informacyjne. Tablice te osadzono na kamiennych, prostopadłościennych postumentach nawiązujących swoim wyglądem do pierwotnych form małej architektury cmentarza. Trakt rozpoczyna się i kończy przy bramie głównej cmentarza, a jego przejście zajmuje ok. 1,5-2 godz.
Stacje traktu historycznego
Stacja 1. Historia cmentarza i plan traktu historycznego.
Stacja 2. Nagrobki przy dwóch rondach.
W pobliżu znajdują się dwa ronda – dziś trudne do zlokalizowania. Wokół zachowało się kilka nagrobków w formie głazów oraz pomnik poległych w I wojnie światowej żołnierzy z 357 Pułku Piechoty. Pomnik ma formę niewysokiej, przysadzistej kolumny zwieńczonej figurą orła (rekonstrukcja). Na kolumnie wyryto nazwy pól bitewnych Pułku z okresu I wojny światowej.
Stacja 3. Nagrobek Bernharda Stoewera.
Pomnik w formie głazu upamiętnia szczecińskiego fabrykanta, założyciela wytwórni samochodów „Stoewer”. W pobliżu zachowały się nagrobki rodziny Borchers i Funk.
Stacja 4. Pomnik rodziny Hentschel.
Nagrobek ma formę portyku ozdobionego 4 jońskimi kolumnami. W półkoliście sklepionych niszach znajdowały się niegdyś urny z prochami. Centralnie usytuowane, zamurowane wejście symbolizuje przejście na drugą stronę życia. Obok znajduje się anonimowy nagrobek z czerwonego piaskowca oraz pomnik nagrobny rodziny Kaesemacher-Bauer – dzieło berlińskiego rzeźbiarza Ludwiga Vordermeyera.
Stacja 5. Nagrobek rodziny Hindrisched-Ziegler.
Nagrobek urnowy z ok. 1910 ozdobiony płaskorzeźbionymi figurami mężczyzny i kobiety z dzieckiem. Forma pomnika nawiązuje do sztuki staroegipskiej. W pobliżu znajdują się nagrobki aktorki Stanisławy Engelówny i zasłużonych dla życia muzycznego Szczecina Czesławy i Wacława Piotrowskich.
Stacja 6 i 8. Lapidarium.
Na terenie utworzonego w latach 2006–2007 według projektu Joanny Wojteckiej i Marzeny Jaroszek lapidarium zgromadzono kilkadziesiąt nagrobków pochodzących z różnych miejsc Cmentarza Centralnego. Ozdobę lapidarium stanowią zrekonstruowane elementy małej architektury w postaci drewnianego mostku, niewielkiej fontanny oraz ławki z daszkiem. Pierwotnie znajdował się tu gaj urnowy zaprojektowany przez Georga Hanniga.
Wśród nagrobków eksponowanych w lapidarium wyróżnić należy: nagrobek Hermanna Hakena, nagrobek rodziny Neumann z figurą anioła proszącego o ciszę, nagrobek rodziny Plötz, pomnik nagrobny dr Georga Michaelisa – założyciela Towarzystwa Popierania Pochówków Ciałopalnych, nagrobek rodzin Schulze i Schubel w kształcie „latarni umarłych”, nagrobek w formie kolumnady, modernistyczny nagrobek Gertrudy Ziegenrűcker z płaskorzeźbionym tekstem na całej powierzchni płyty nagrobnej, stelę rodzin Forell-Schreier, pomnik rodziny Leonhard o zamknięciu w kształcie muszli.
Stacja 7. Nagrobek nadburmistrza Szczecina Hermanna Hakena i jego żony Johanny.
Nagrobek zaprojektował Ludwig Manzel. Pierwotnie pomnik znajdował się w innym miejscu cmentarza. W 2006 r. dokonano rekonstrukcji pomnika odtwarzając m.in. zaginione popiersia zmarłych (wykonała je rzeźbiarka – Monika Szpener). Prace renowacyjne zostały sfinansowane przez dawnych, niemieckich mieszkańców Szczecina.
Stacja 9. Nagrobek rodziny Randolf.
Nagrobek ma formę steli z płaskorzeźbą oracza przy pracy. Wykonany został przez Kurta Schwerdtfegera w latach dwudziestych XX w.
Stacja 10. Kwatera zasłużonych.

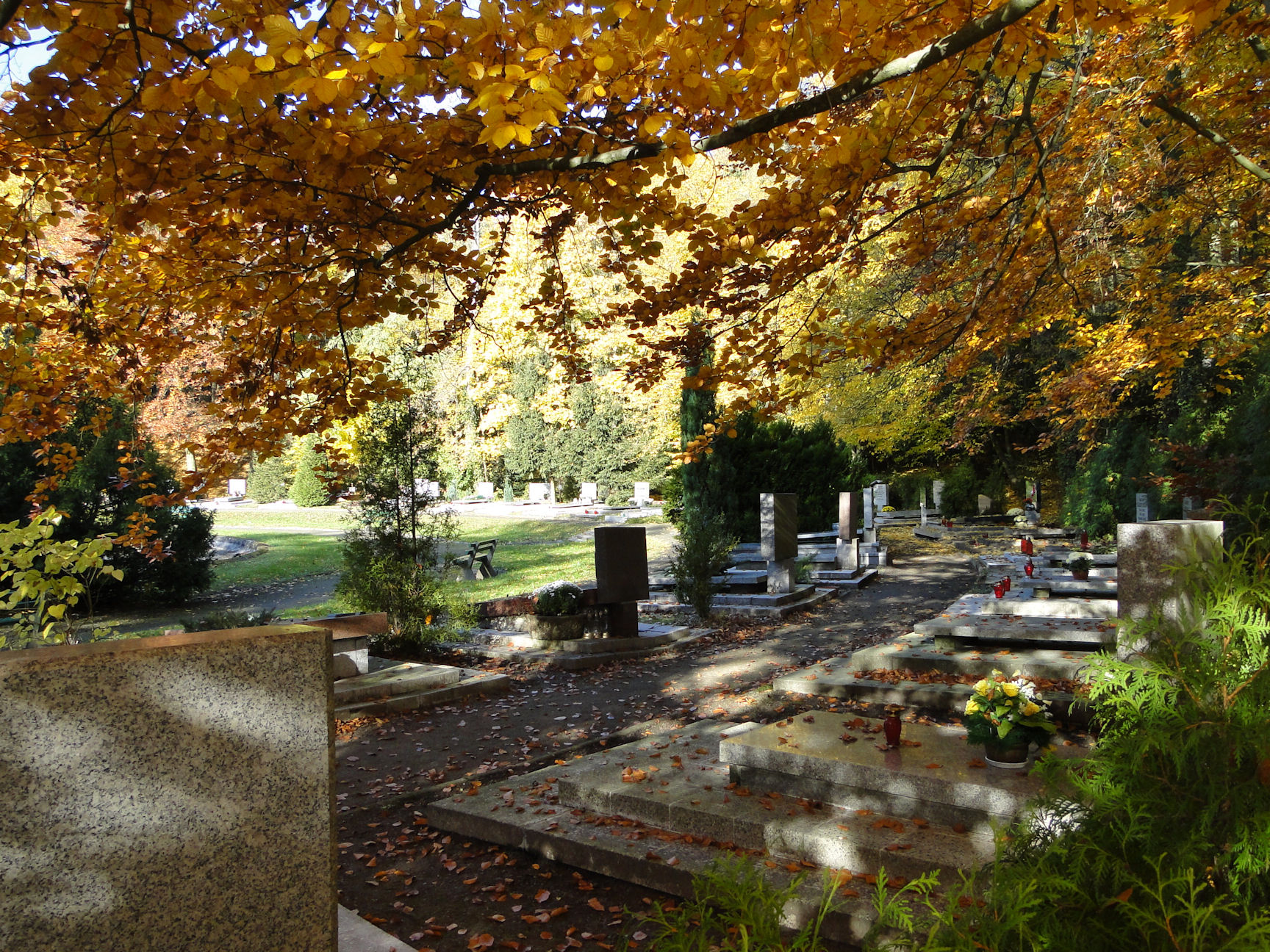
Kwatera Zasłużonych

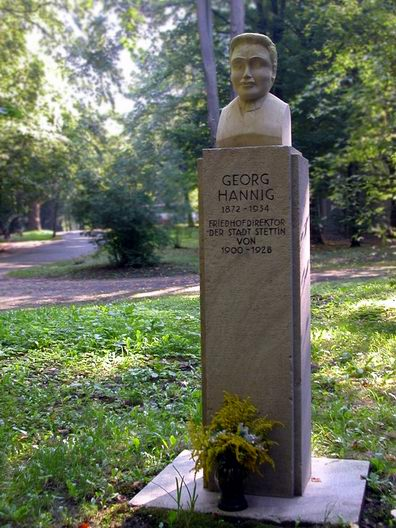
Popiersie Georga Hanniga

Kwatera powstała w latach sześćdziesiątych XX w. na miejscu przedwojennej kwatery urnowej. Centralne miejsce kwatery zajmuje kolisty basen, wokół którego rozplanowano dwa rzędy mogił. Znajdują się tu nagrobki zarówno prominentnych działaczy partyjno-państwowych z okresu PRL, jak i osób, których zasługi dla Szczecina są bezsporne. Spoczywają tu m.in. Guido Reck (artysta malarz, pedagog, działacz kultury), Janina Szczerska (pedagog, pionier szczecińskiego szkolnictwa), Wiesław Dachowski (dziennikarz radiowy), Emanuel Messer (artysta plastyk), Ireneusz Gwidon Kamiński (prozaik), Aleksander Omieczyński, Maksymilian Golisz (działacze polonijni w przedwojennym Szczecinie), Jan Papuga (prozaik), Roman Łyczywek (prawnik), Konstanty Maciejewicz, Antoni Ledóchowski (kapitanowie żeglugi wielkiej, nestorzy polskiego szkolnictwa morskiego), Florian Krygier (polski trener i działacz piłkarski, jeden z twórców Pogoni Szczecin).
Stacja 11. Dawna kwatera grzebalna.
W początkowym okresie funkcjonowania cmentarza istniała tu wzorcowa kwatera z zalecanymi do stosowania formami nagrobków i przykładami nasadzeń zieleni. Po uruchomieniu krematorium utworzono tu kwaterę grzebalną, z której wiele nagrobków zachowało się do dziś.
Stacja 12. Nagrobek Wilhelma Meyera-Schwartau.
Nagrobek został przypadkowo odnaleziony w 2002. Stela wykonana jest z czerwonego piaskowca i wraz z cokołem mierzy prawie 2 m wysokości. Upamiętnia Wilhelma Meyera-Schwartau, jego żonę, dwóch synów i brata.
Stacja 13. Kaplica.
Stacja 14. Grupa nagrobków po północnej stronie basenu.
Znajdują się tu nagrobki i pomniki m.in. rodziny Dewitz, Hugo Lemckego i jego syna Barnima, Augusta Ahrensa, Gustava Toepfera, rodziny Hoerder. W pobliżu ustawiono krzyż i głaz poświęcony dawnym mieszkańcom Szczecina oraz popiersie (cenotaf) Georga Hanniga (częściowo zrekonstruowane).
Stacja 15. Cmentarz wojenny.
Stacja 16. Pomnik „Tym, którzy nie powrócili z morza”.
Stacja 17. Krzyż Katyński.
Stacja 18. Grupa nagrobków przy Alei Okólnej, ok. 1920.
Na uwagę zasługuje: nagrobek w formie krzyża Hermanna Sarana – kartografa i wydawcy przewodników po Szczecinie, nagrobek urnowy rodziny Bruno Franka, nagrobek rodziny Ziotkowsky, pomnik kobiety z dzieckiem upamiętniający Toni Meister zmarłą podczas porodu; autorem rzeźby jest Christian Nüsslein z Cassel. Pomnik ten często jest błędnie interpretowany jako przedstawienie Madonny z Dzieciątkiem.
Stacja 19. Pomnik Sybiraków.
Stacja 20. Nagrobki rodzin Papenbrock i Kissling.
Nagrobek rodziny Papenbrock ma formę stojącego ma postumencie sarkofagu ozdobionego kaduceuszem i puttami trzymającymi girlandę kwiatów.
Nagrobek rodziny Kissling składa się z ustawionych półkoliście filarów podpierających poziomą belkę z napisem (w tłumaczeniu) „Działaj, dopóki trwa dzień, gdy nadejdzie noc, nikt nie jest w stanie działać”. Oba nagrobki powstały ok. 1910 r.
Stacja 21. Kwatera kombatantów.
Pomniki powstałe przed 1945 rokiem

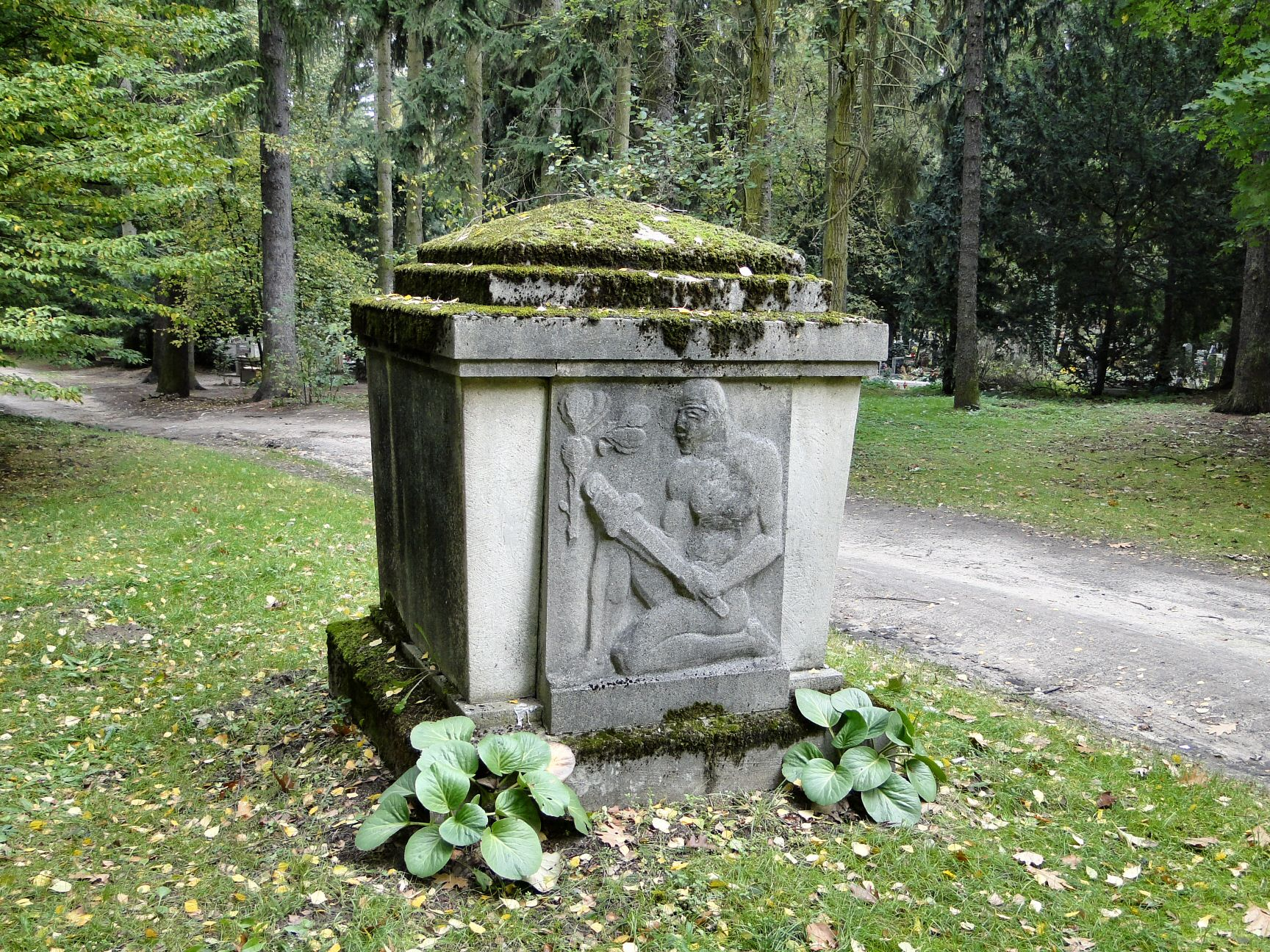
Pomnik poległych w I wojnie światowej żołnierzy z 209 Rezerwowego Pułku Piechoty. Płaskorzeźba autorstwa rzeźbiarza Hugo Lederera (1871-1940)[9].
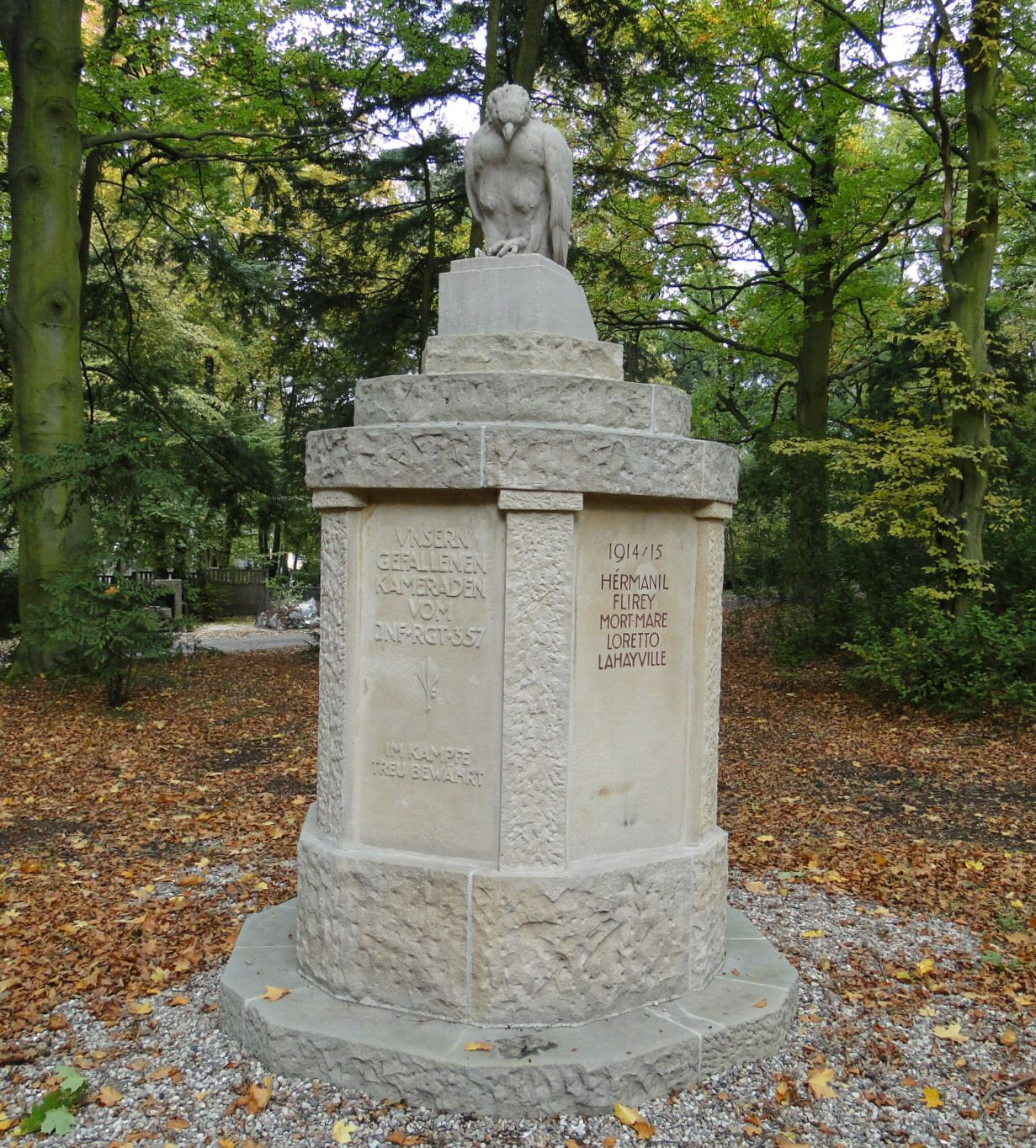
Pomnik poległych w I wojnie światowej żołnierzy z 357 Pułku Piechoty
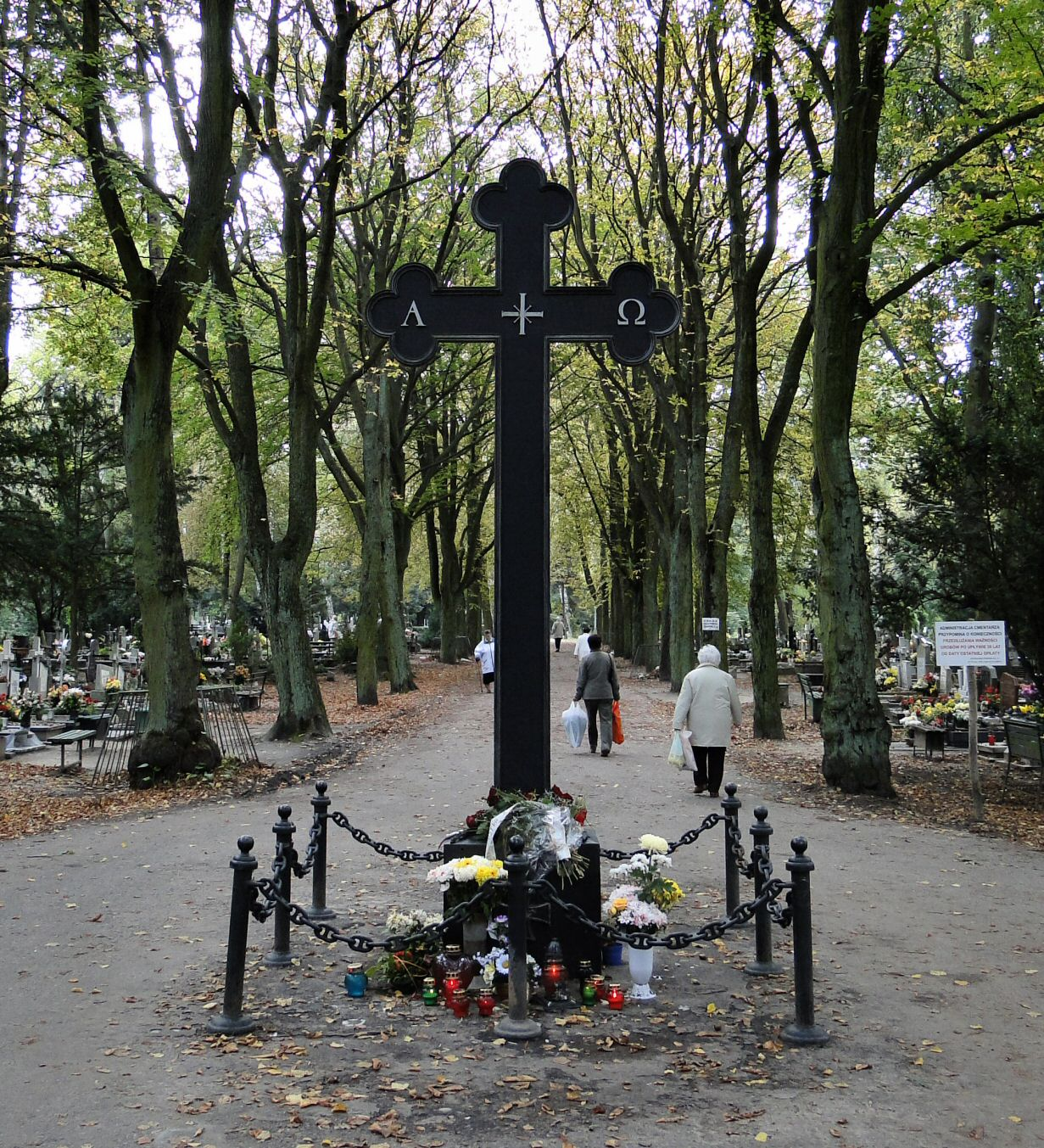
Krzyż Żelazny upamiętniający poległych w czasie wojny francusko-pruskiej 1870-71
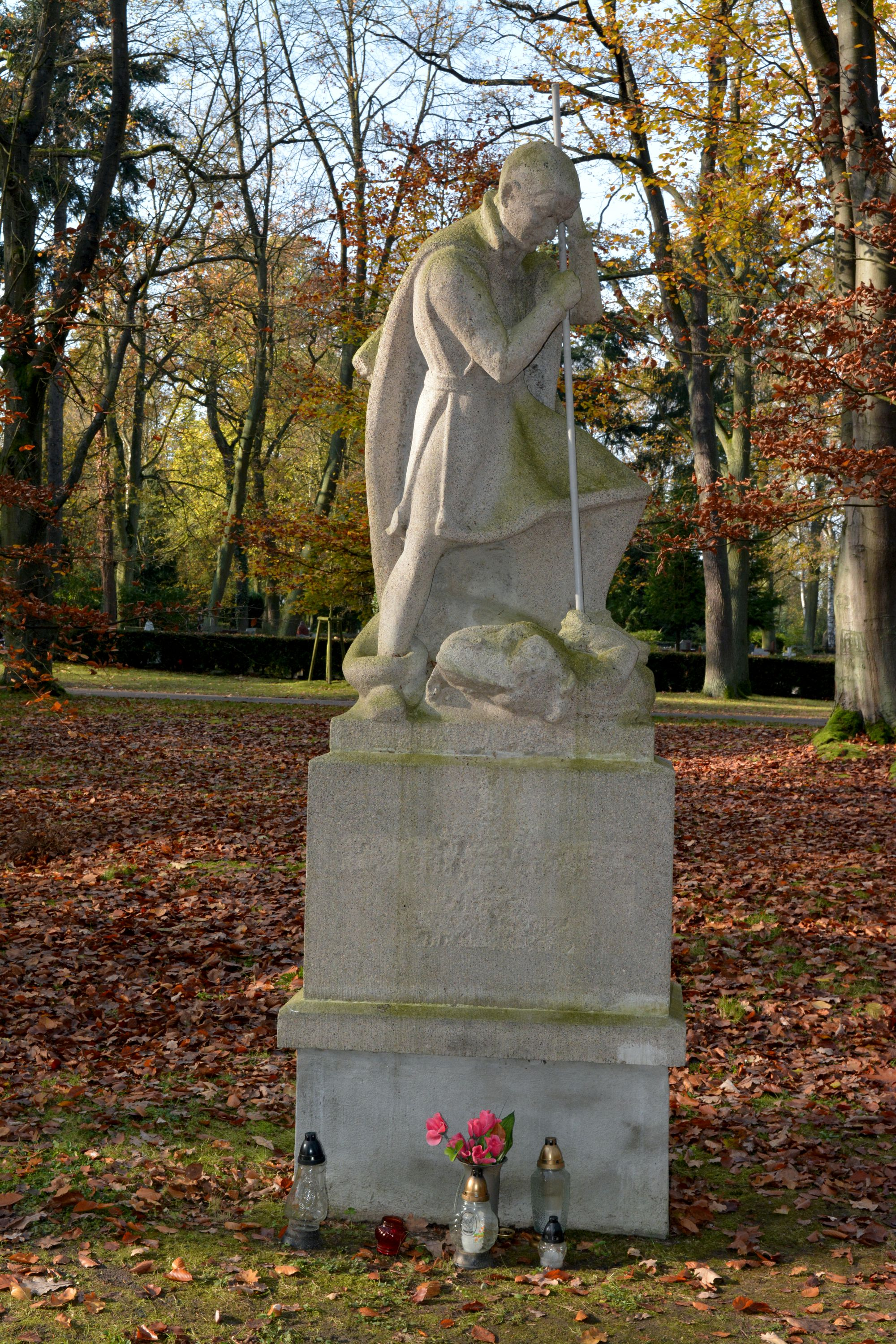
Pomnik poległych w I wojnie światowej żołnierzy z 2 Pułku Piechoty Landwehry

Głazy Pamięci

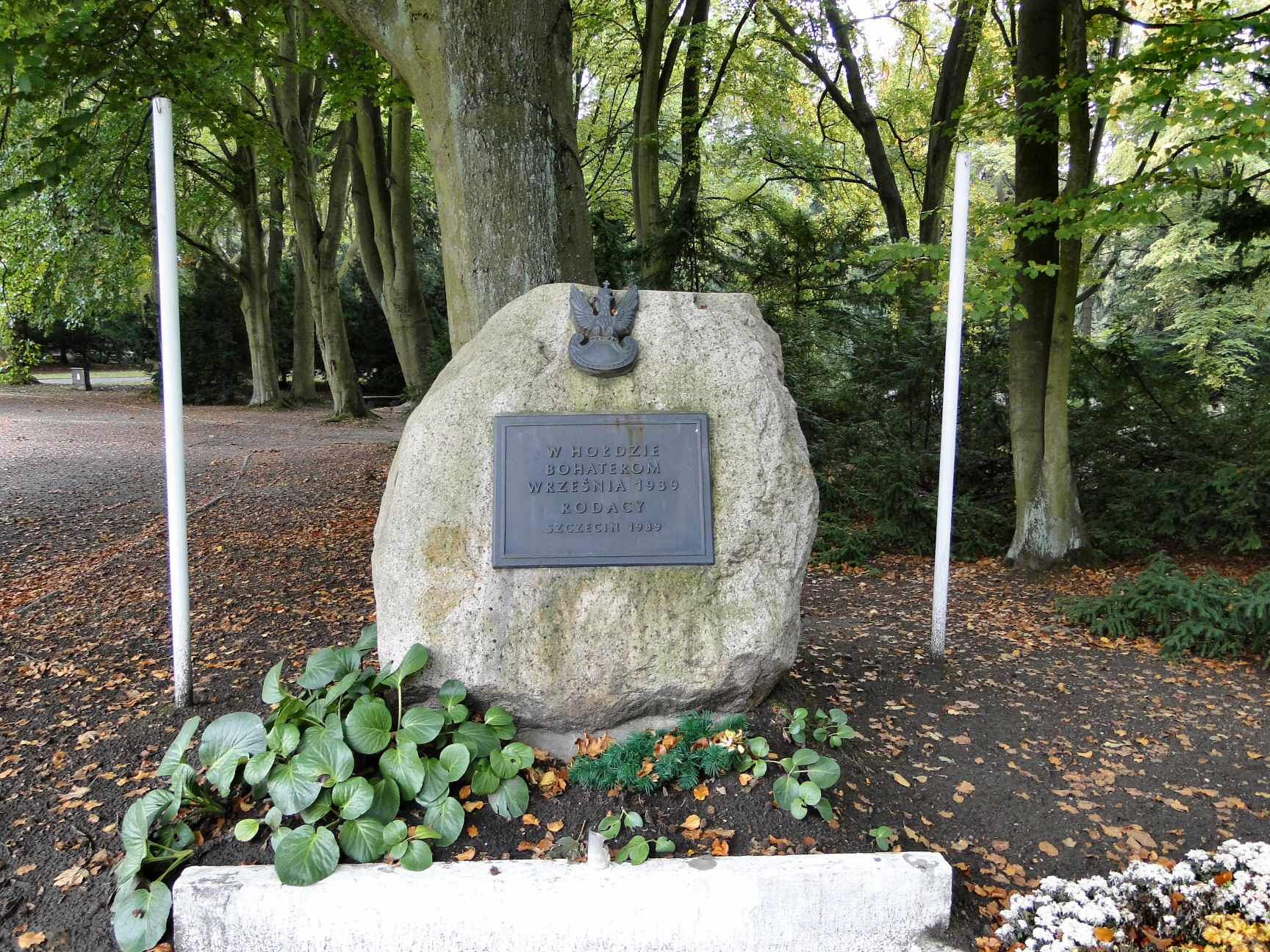
Głaz Pamięci Bohaterów Września 1939 r.
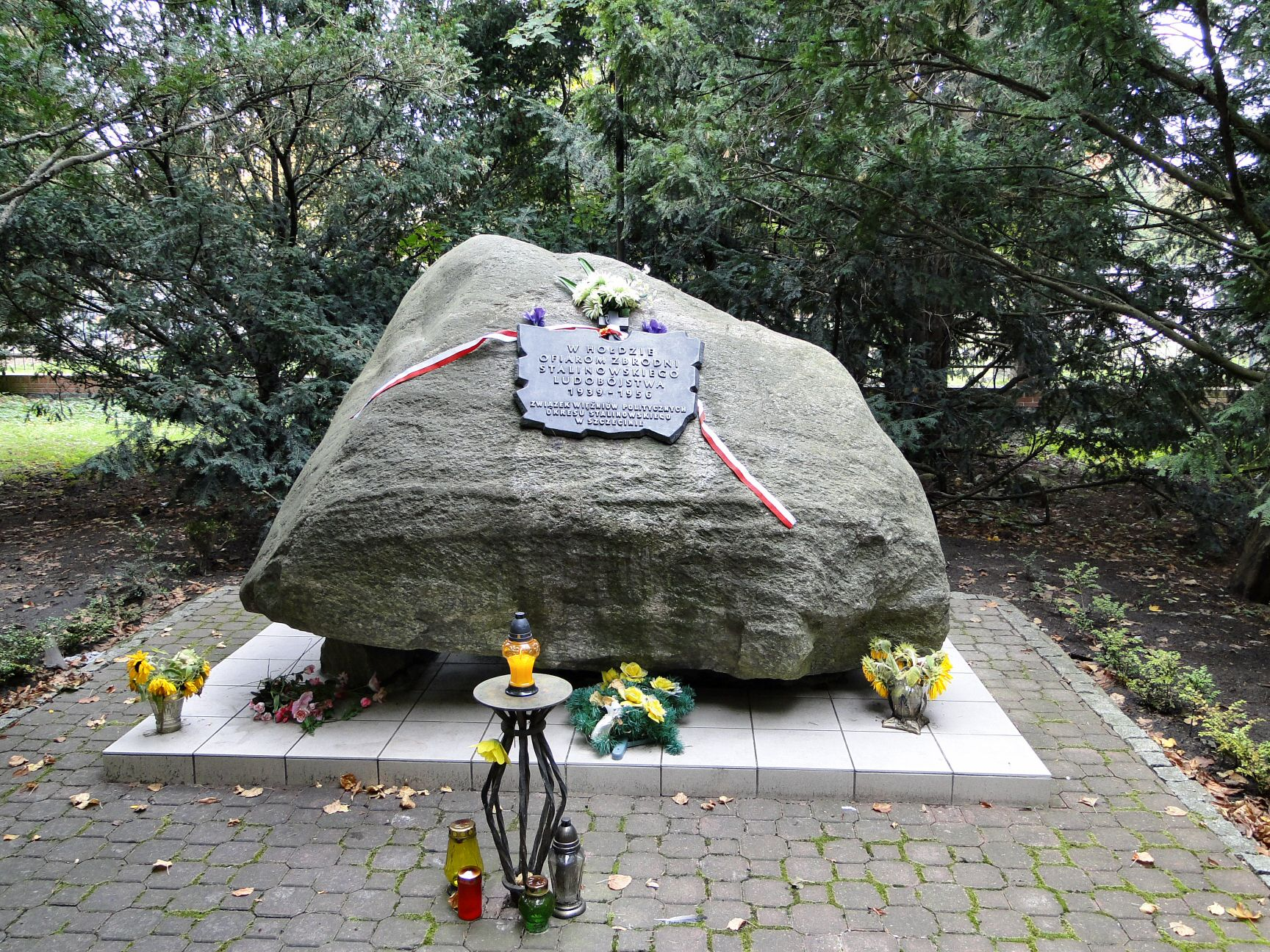
Głaz Pamięci Ofiar Stalinizmu
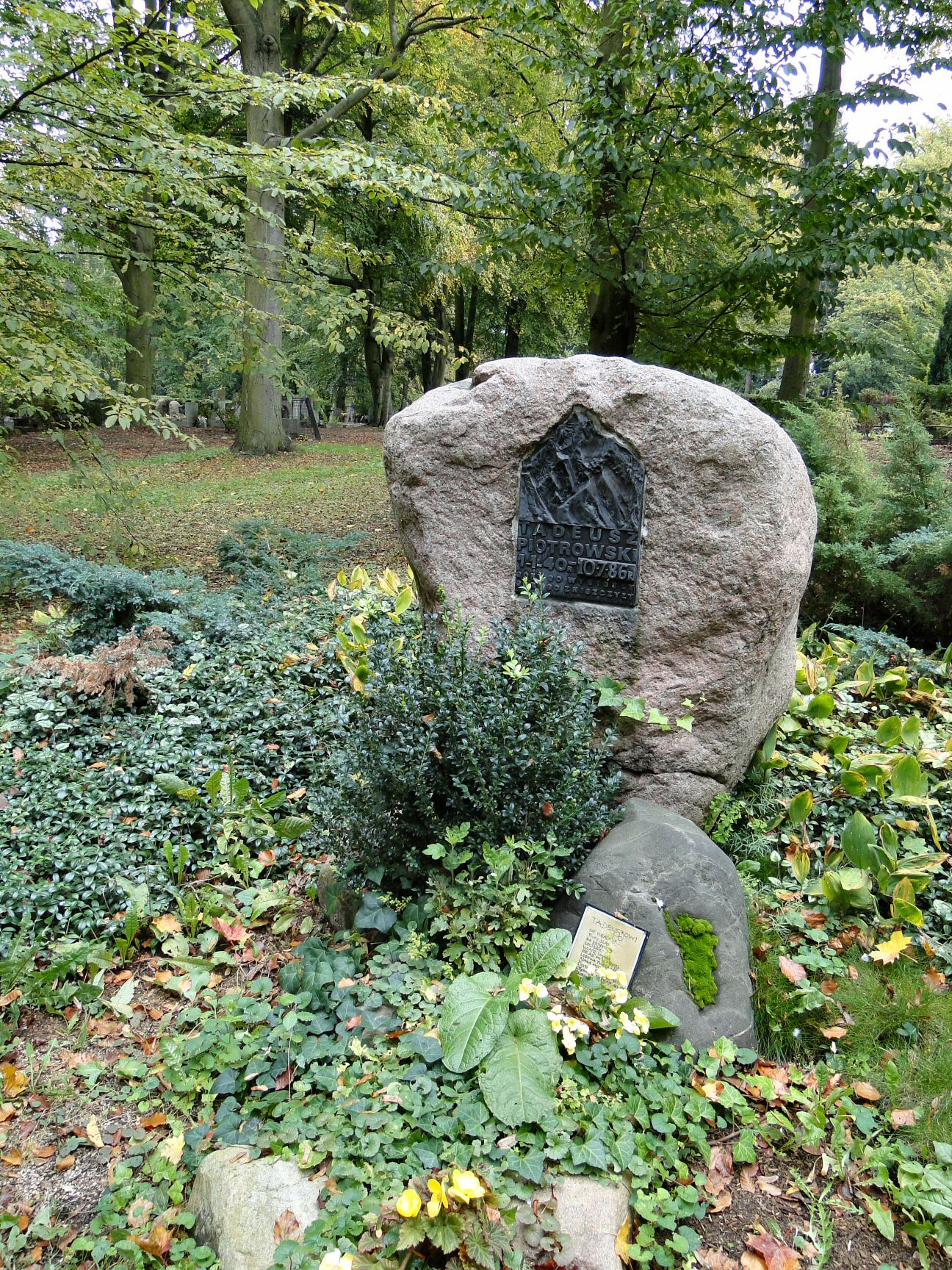
Grób symboliczny Tadeusza Piotrowskiego
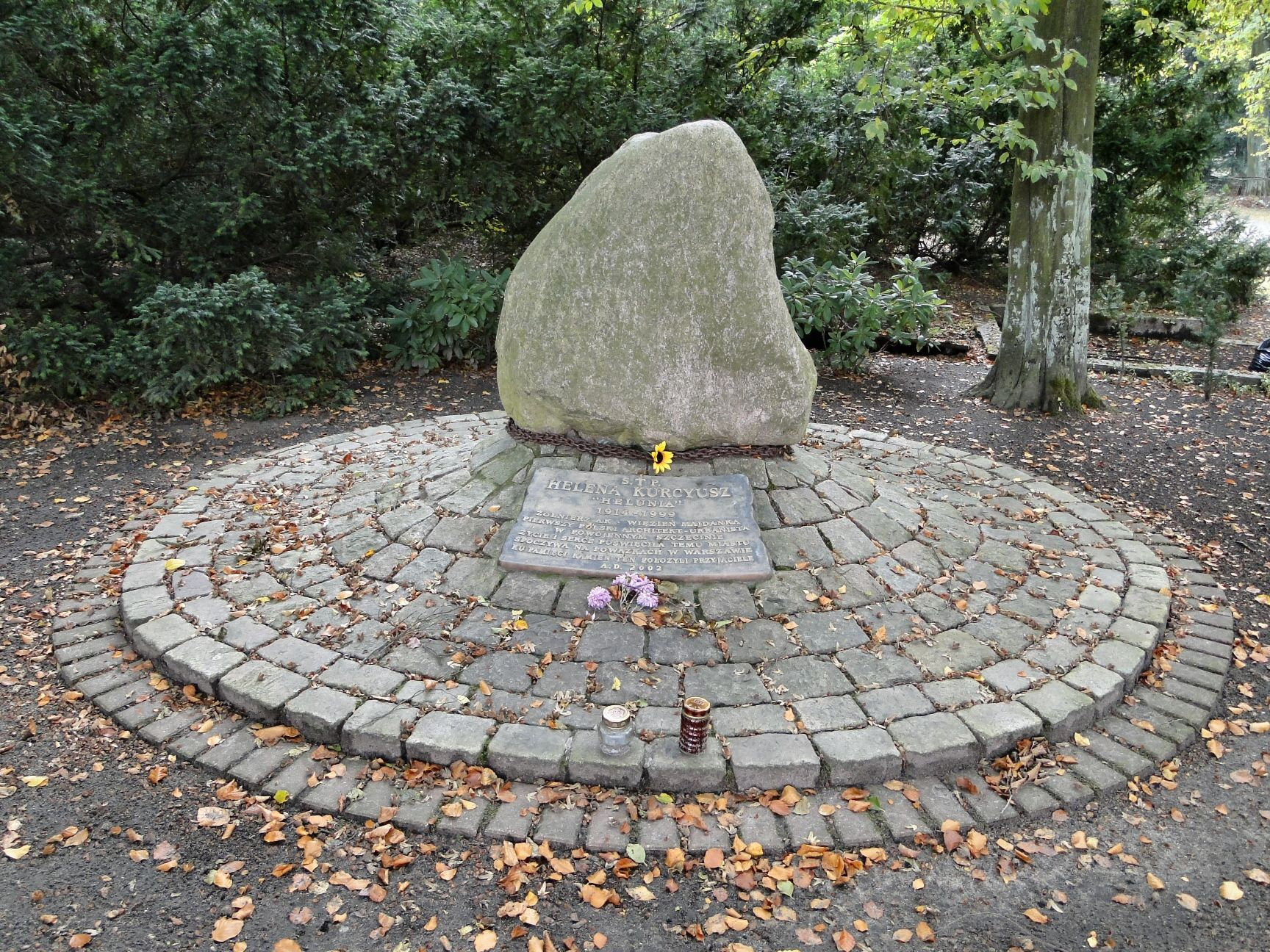
Grób symboliczny Heleny Kurcyusz
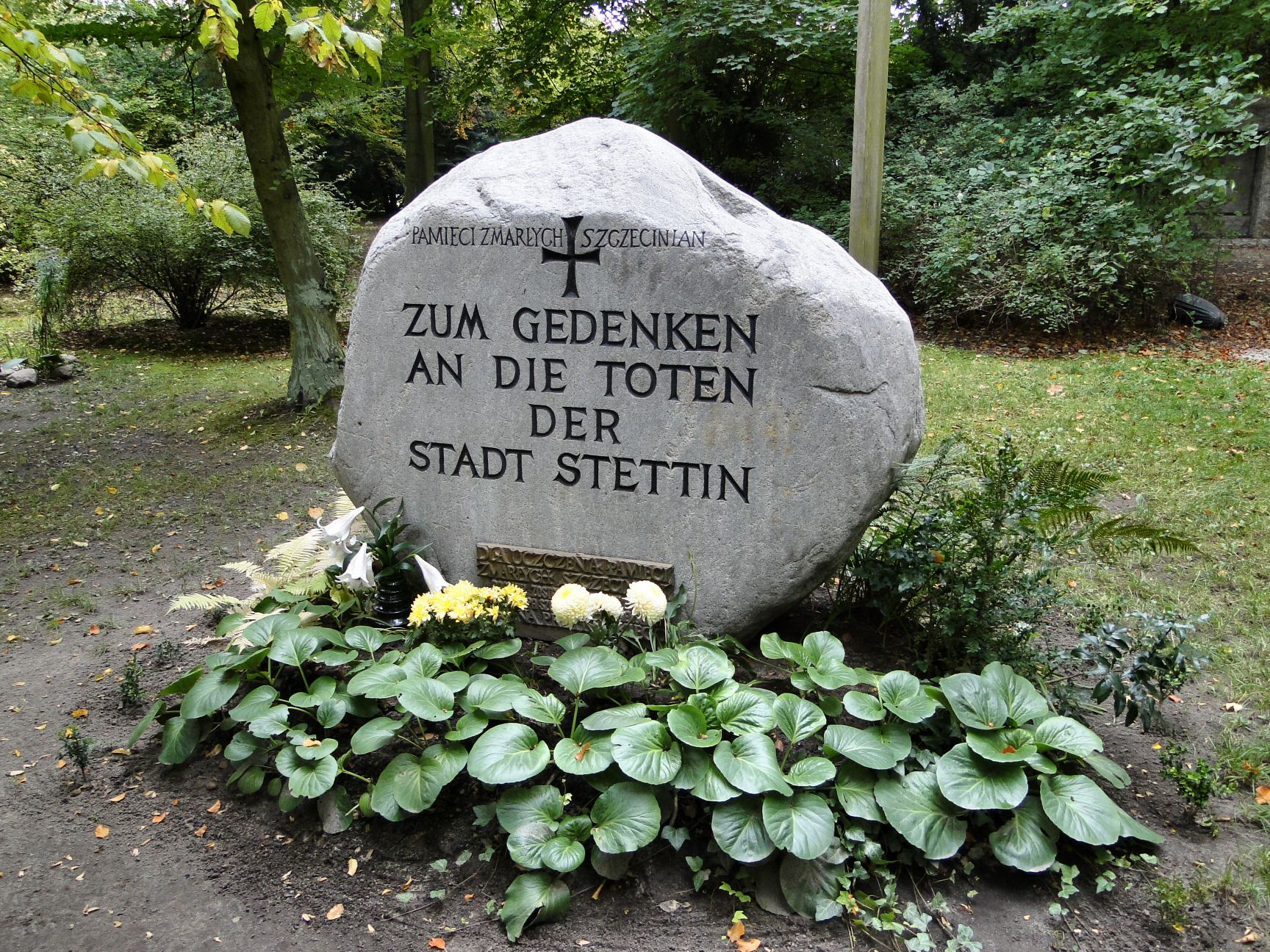
Głaz Pamięci Zmarłych Szczecinian

Zabytkowe nagrobki
Na terenie cmentarza zachowało się ponad 120 zabytkowych nagrobków. Większość z nich znajduje się obecnie na terenie lapidarium utworzonego w 2007.

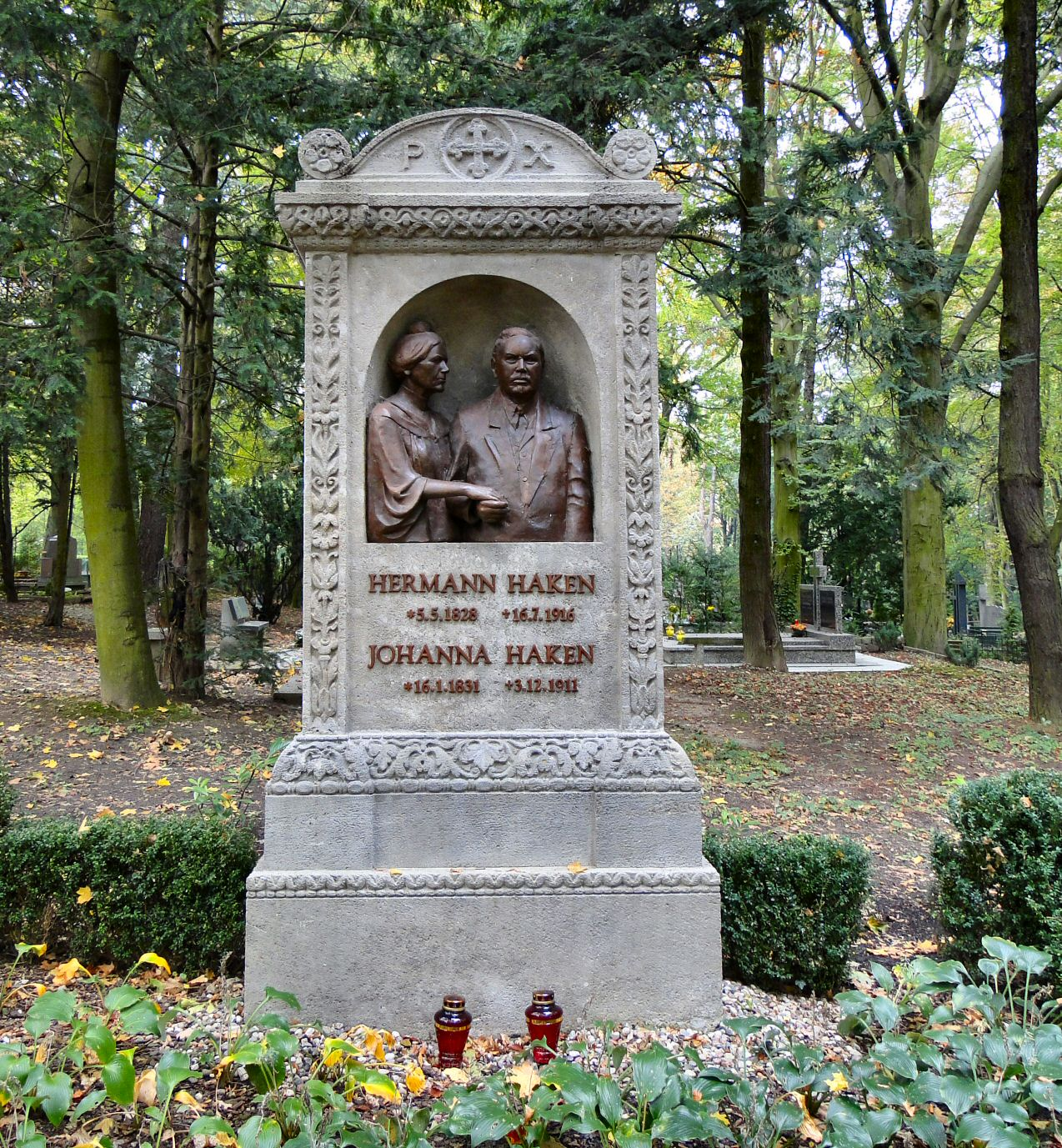
Nagrobek Hermanna Hakena i małżonki
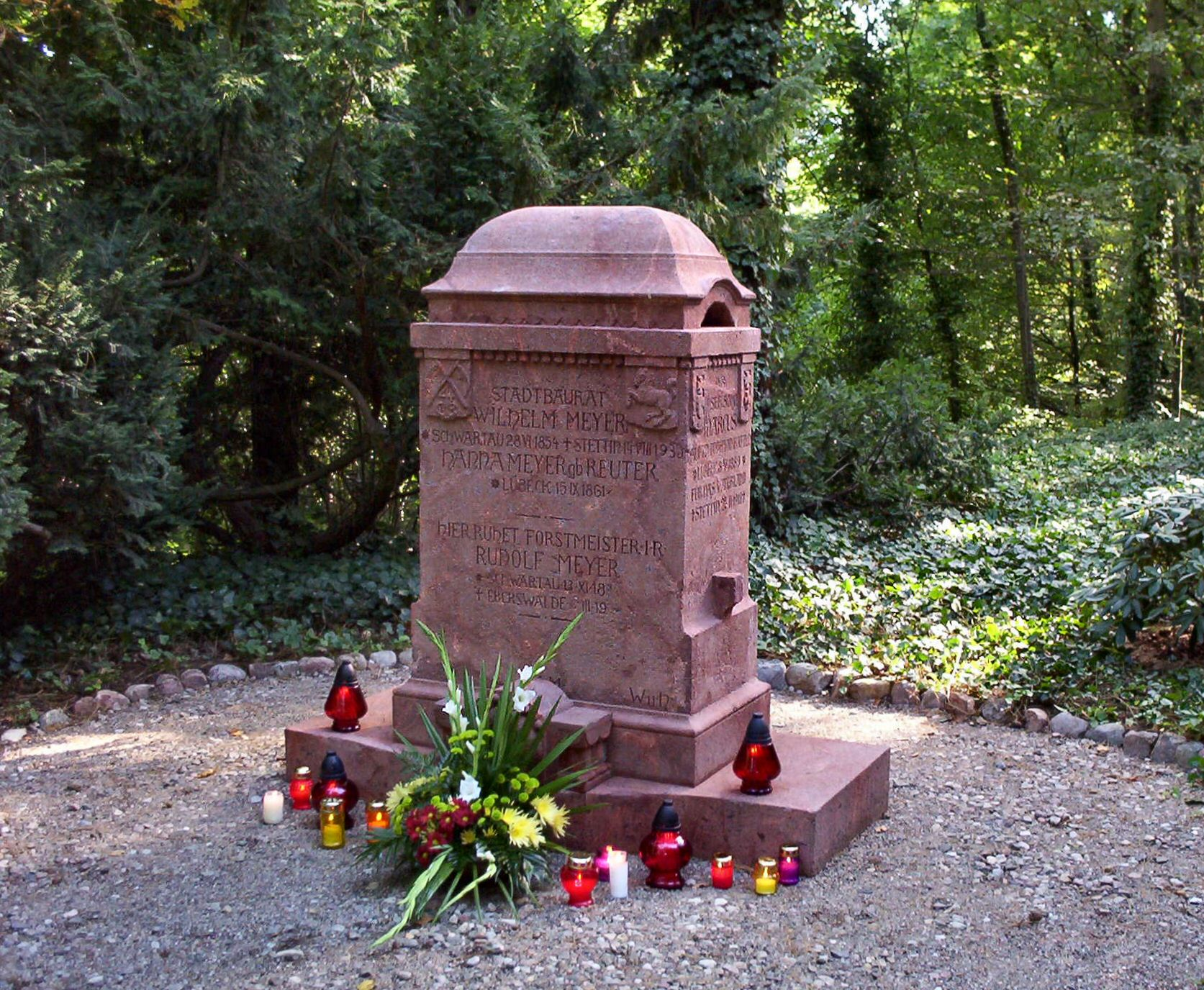
Nagrobek Wilhelma Meyera-Schwartau i synów
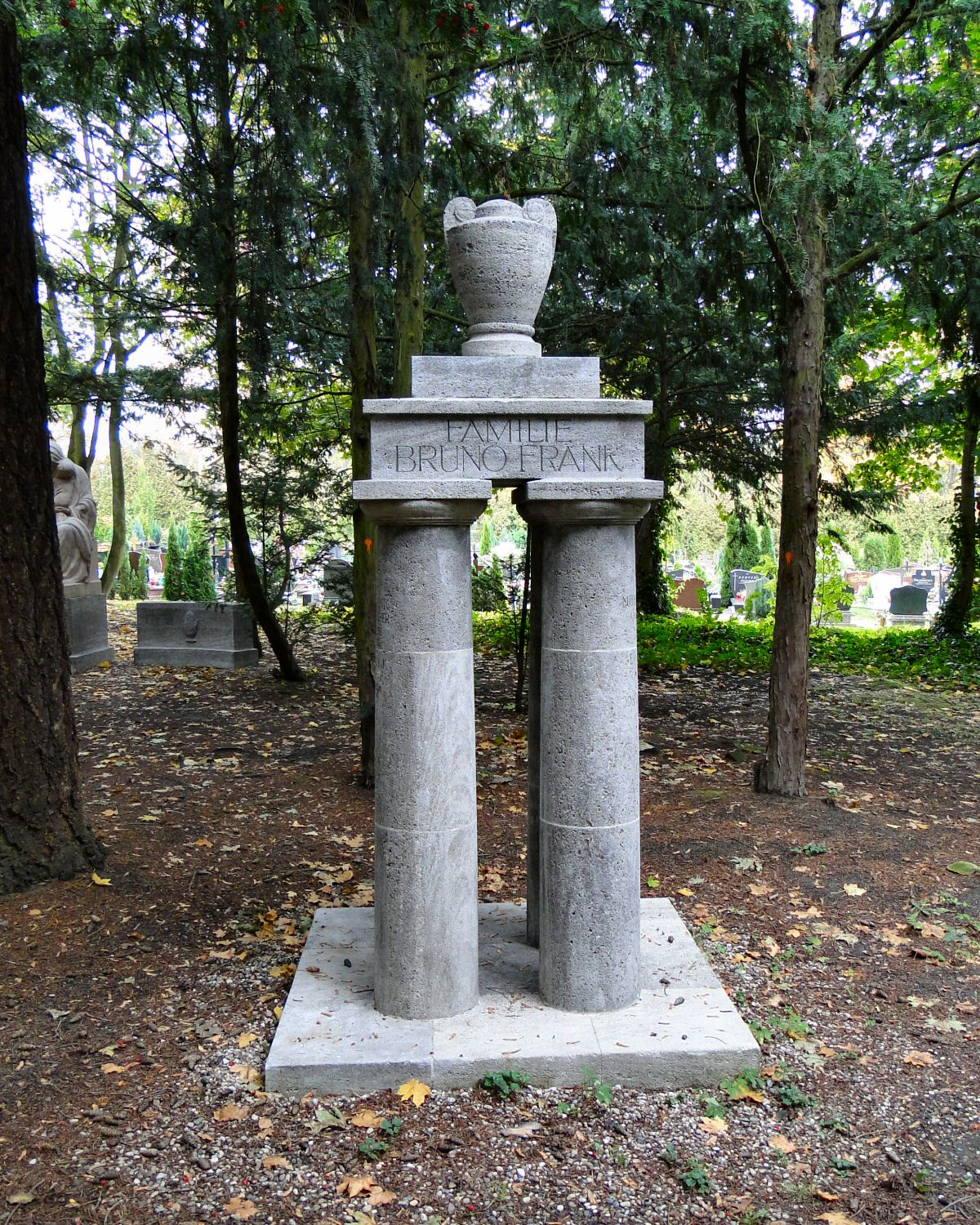
Nagrobek rodziny Bruno Franka
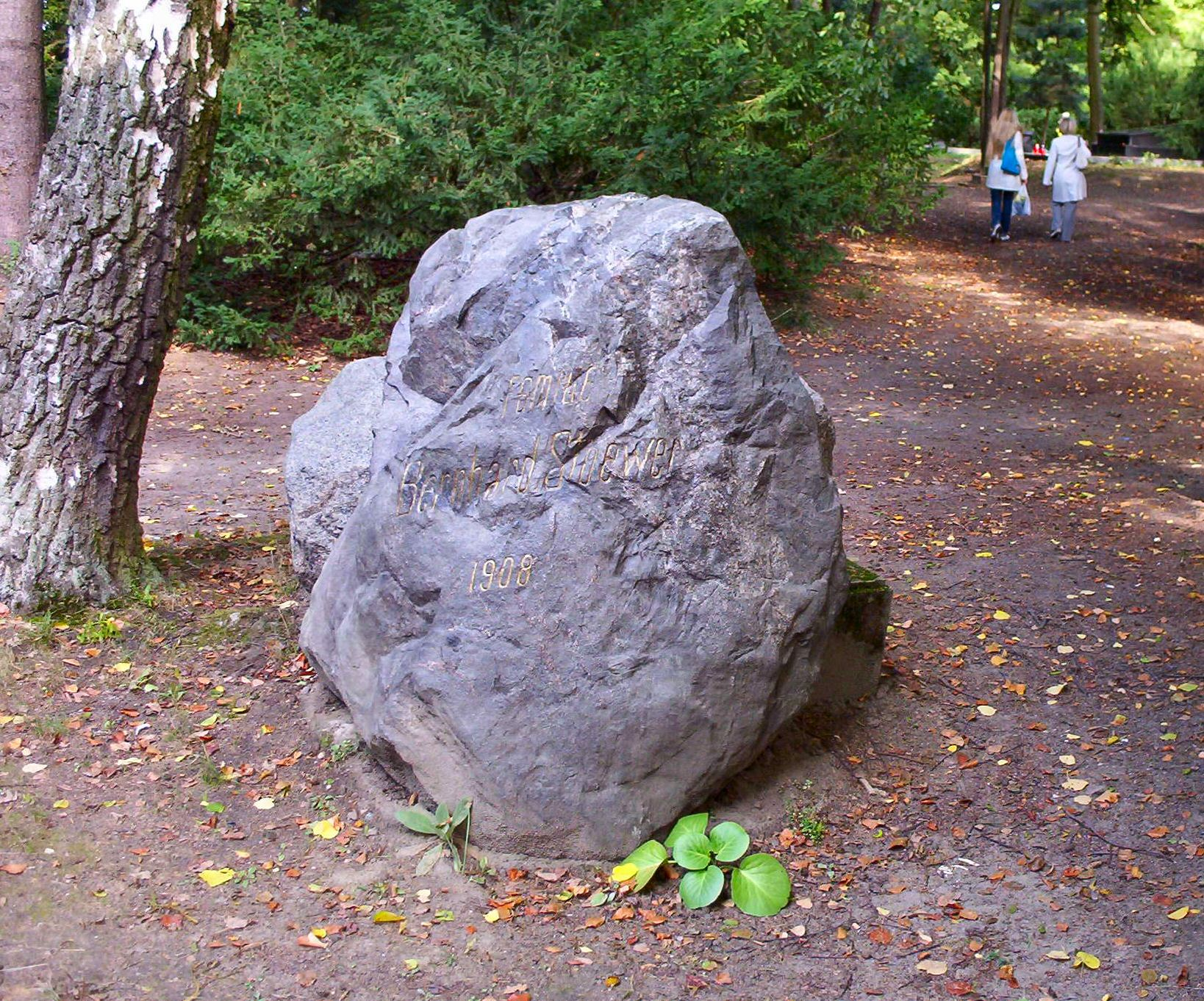
Nagrobek Bernharda Stoewera i rodziny
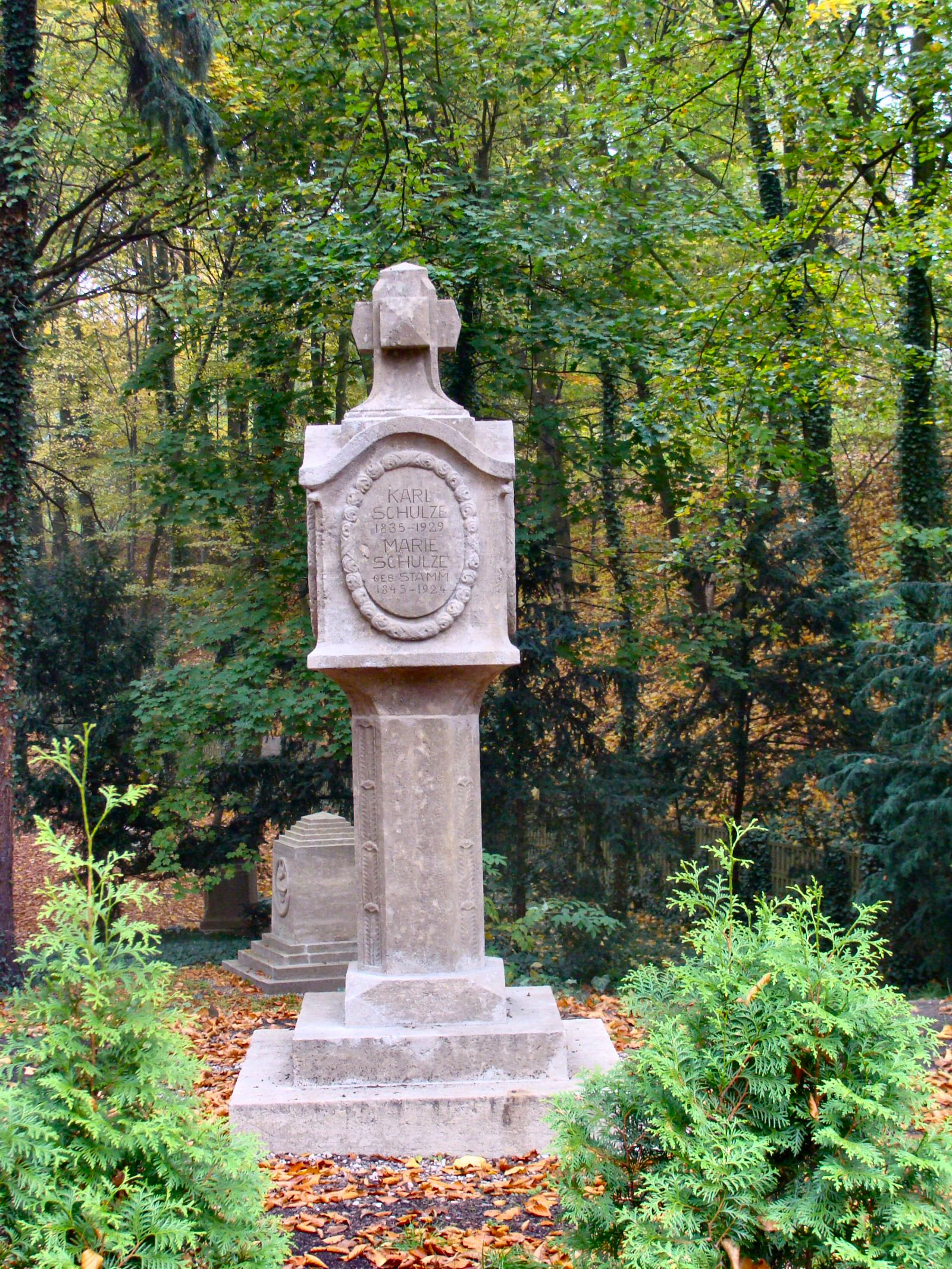
Nagrobek rodziny Schulze
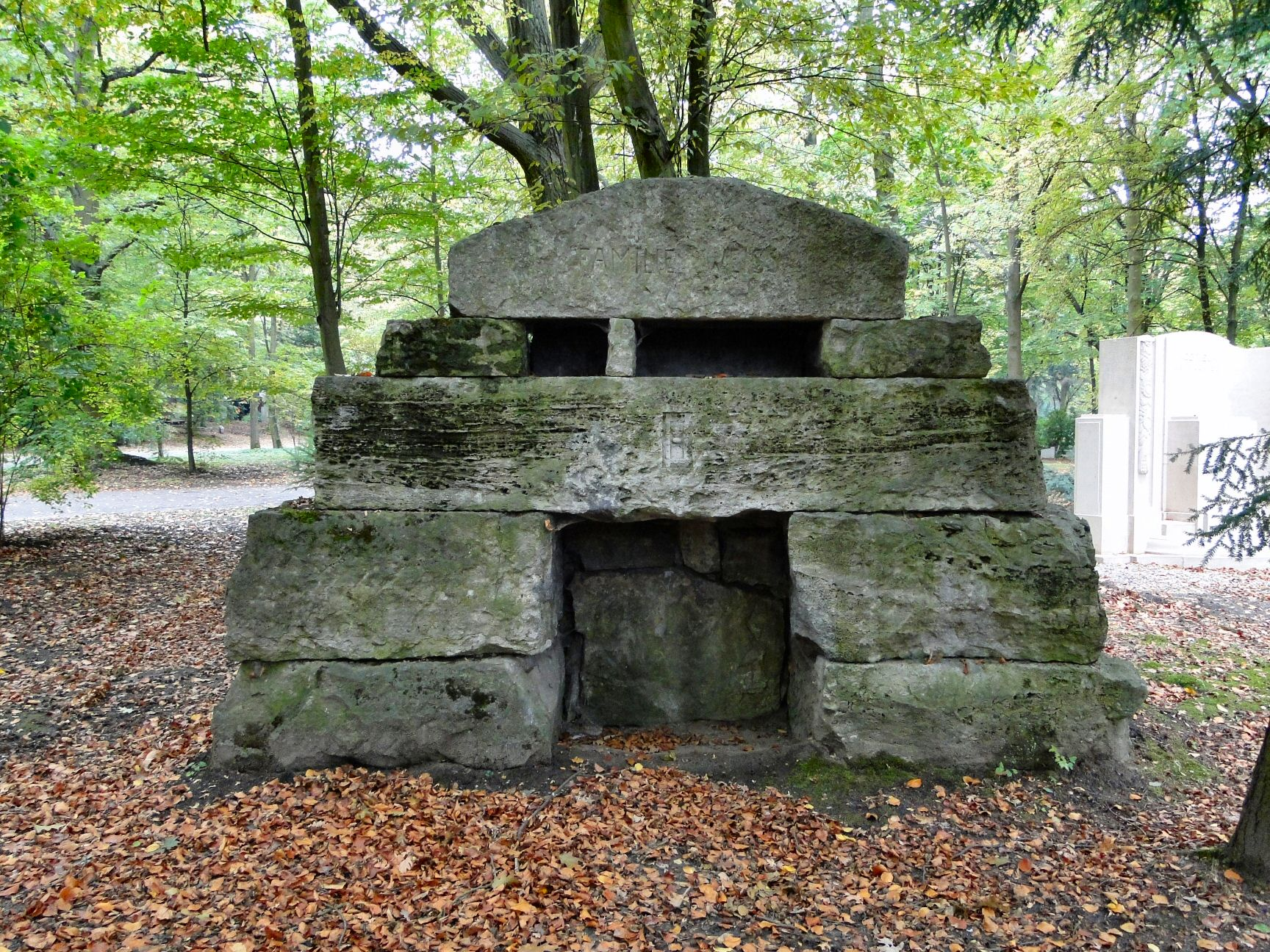
Nagrobek rodziny Weiss
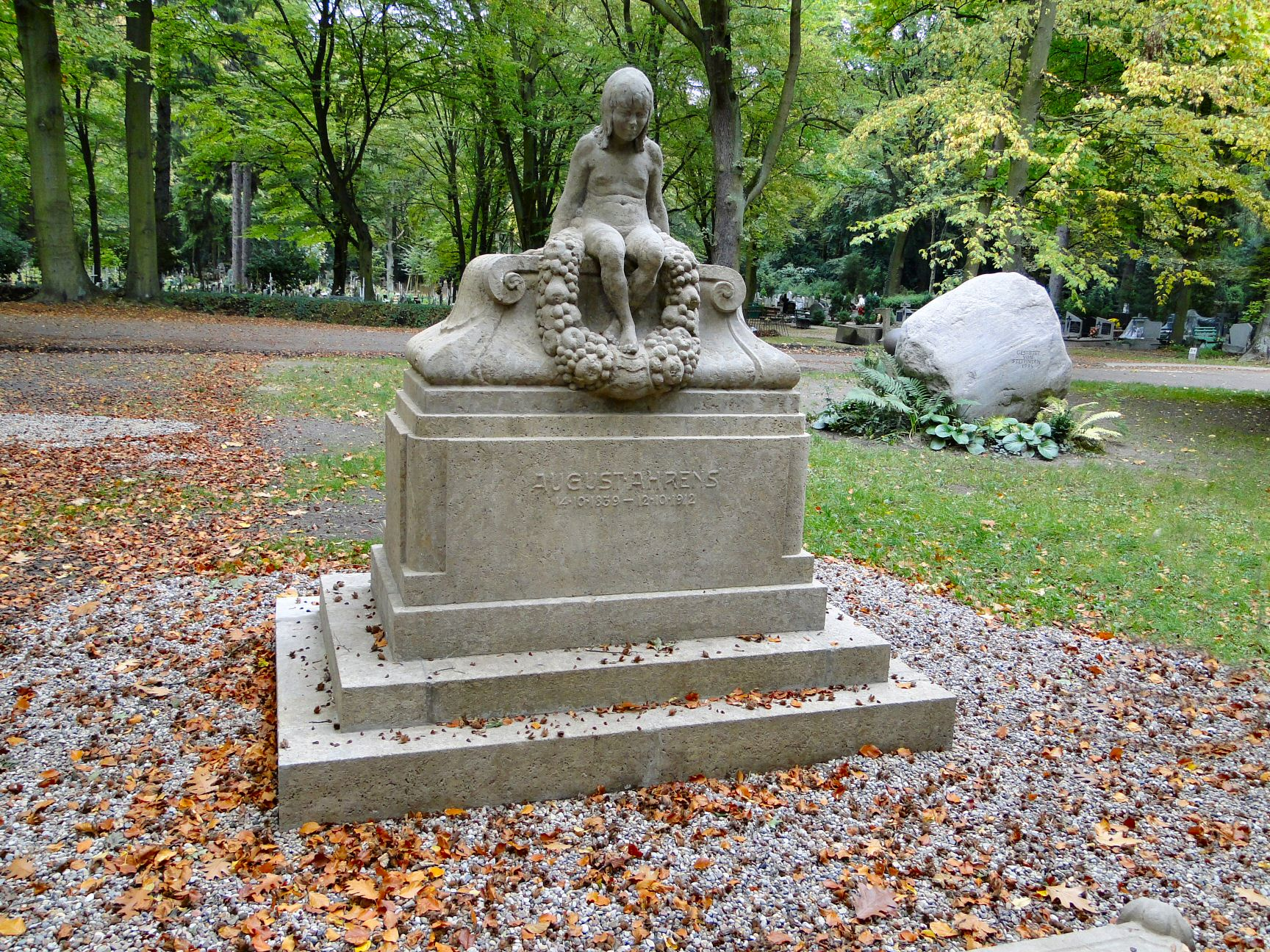
Nagrobek Augusta Ahrensa
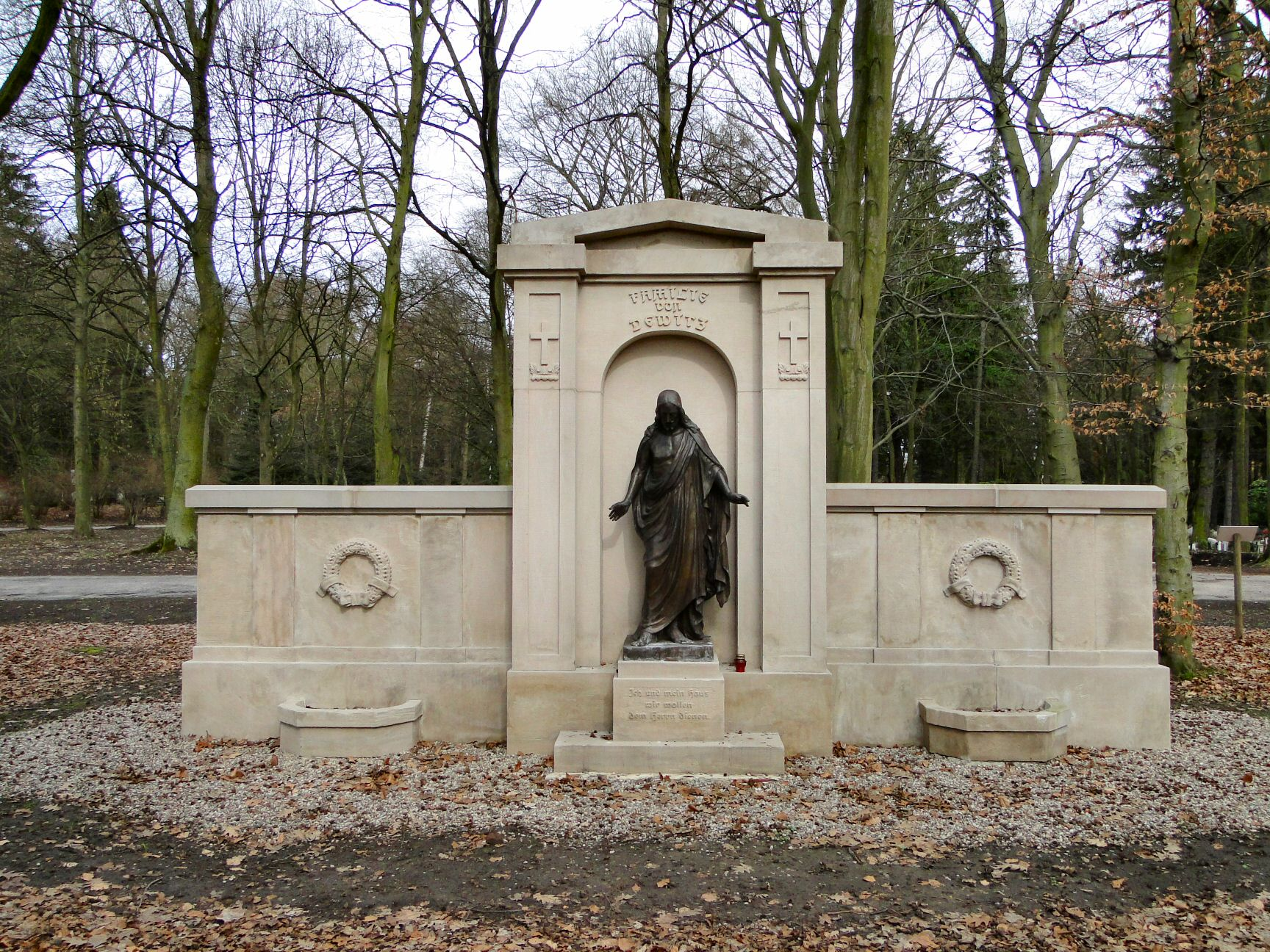
Nagrobek rodziny Dewitz
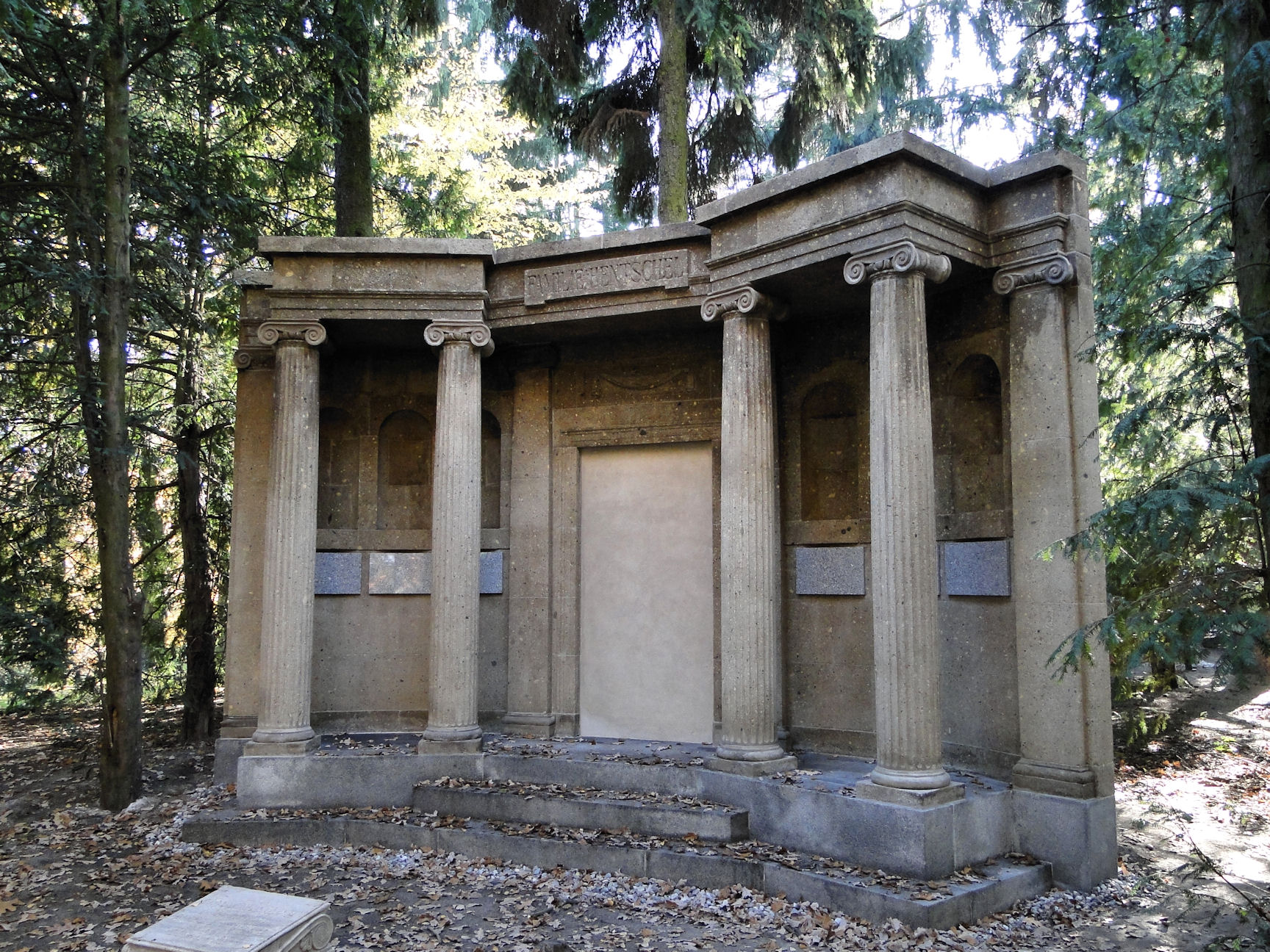
Nagrobek rodziny Hentschel
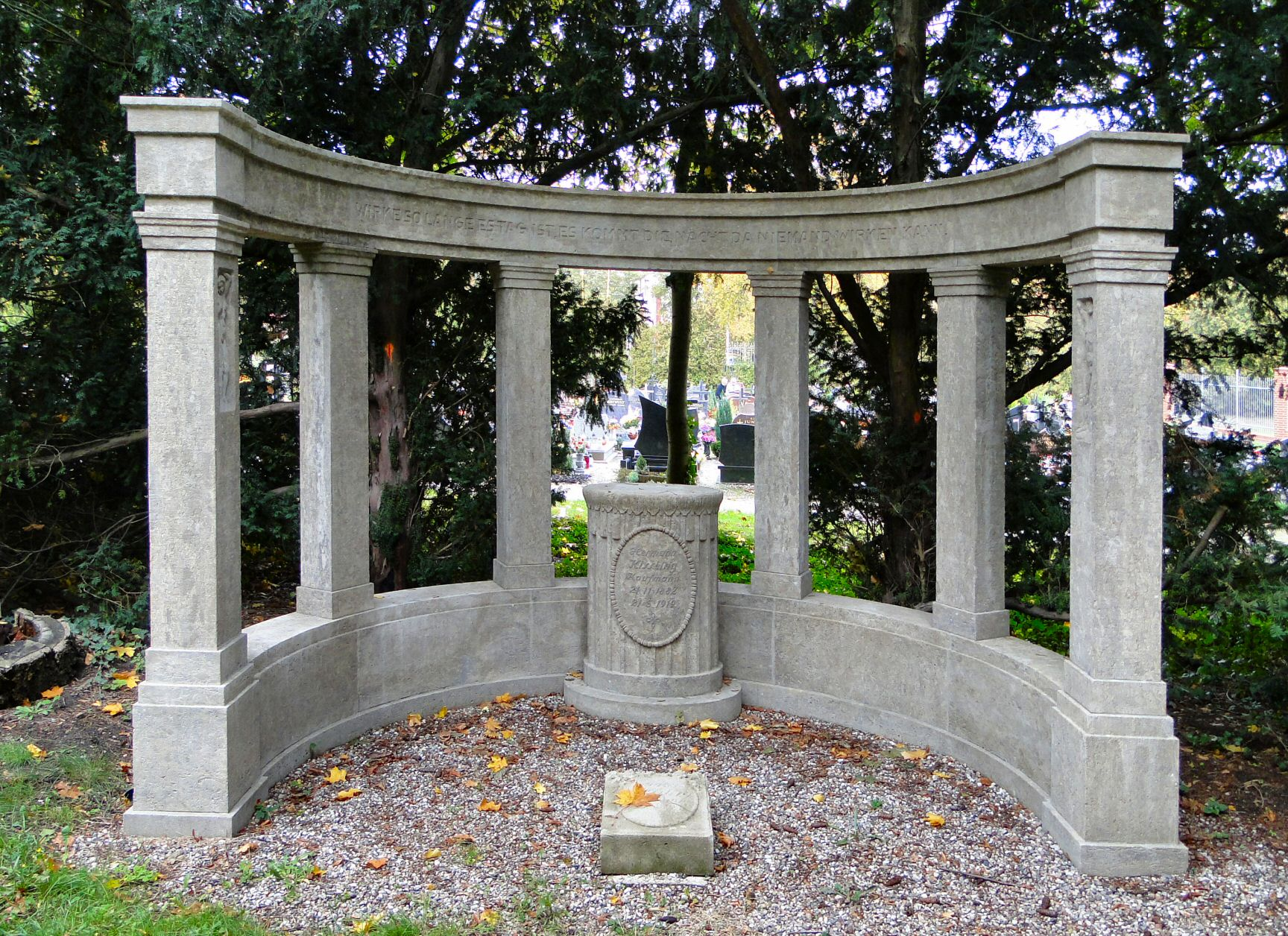
Nagrobek rodziny Kissling
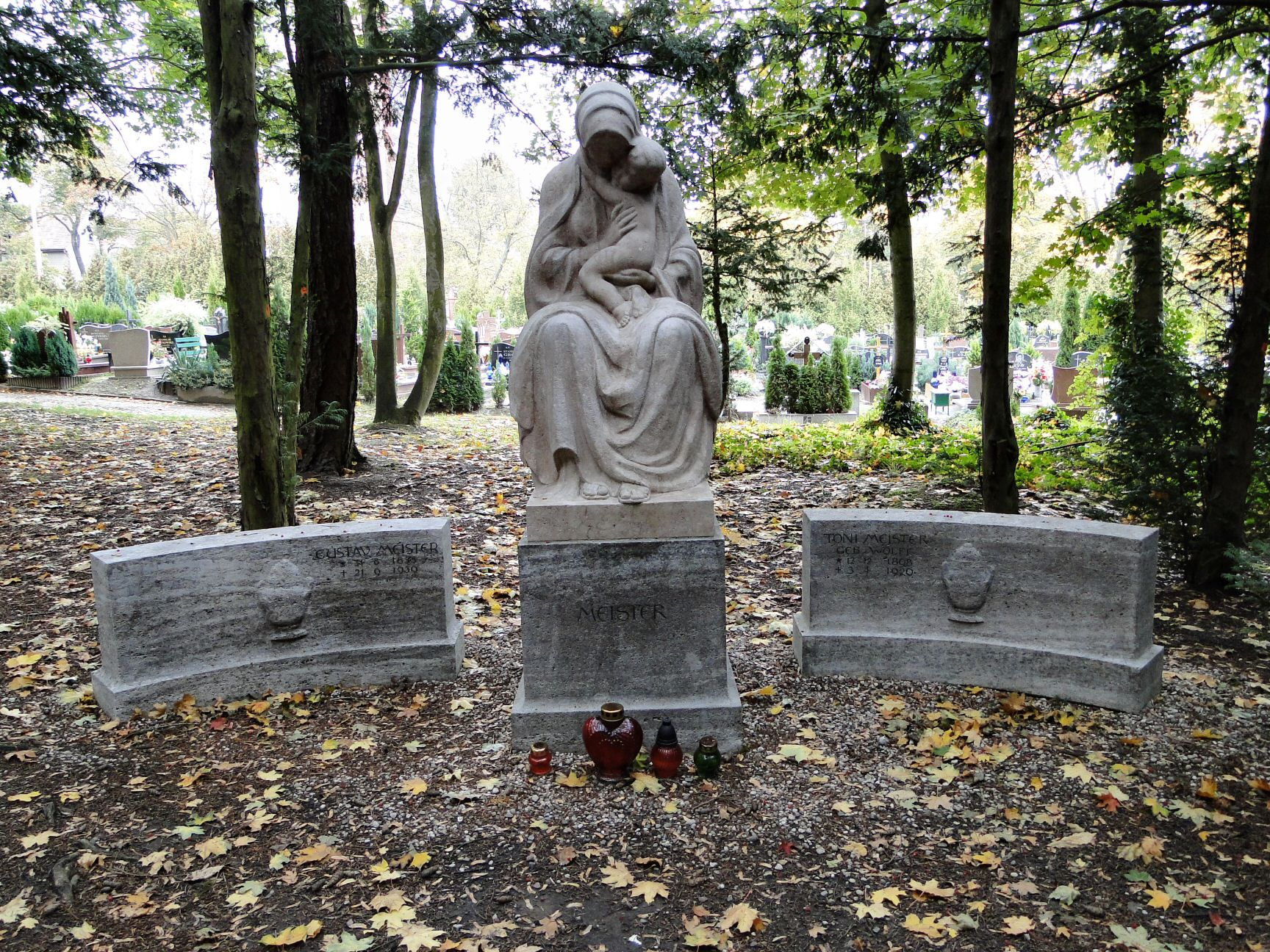
Nagrobek rodziny Meister
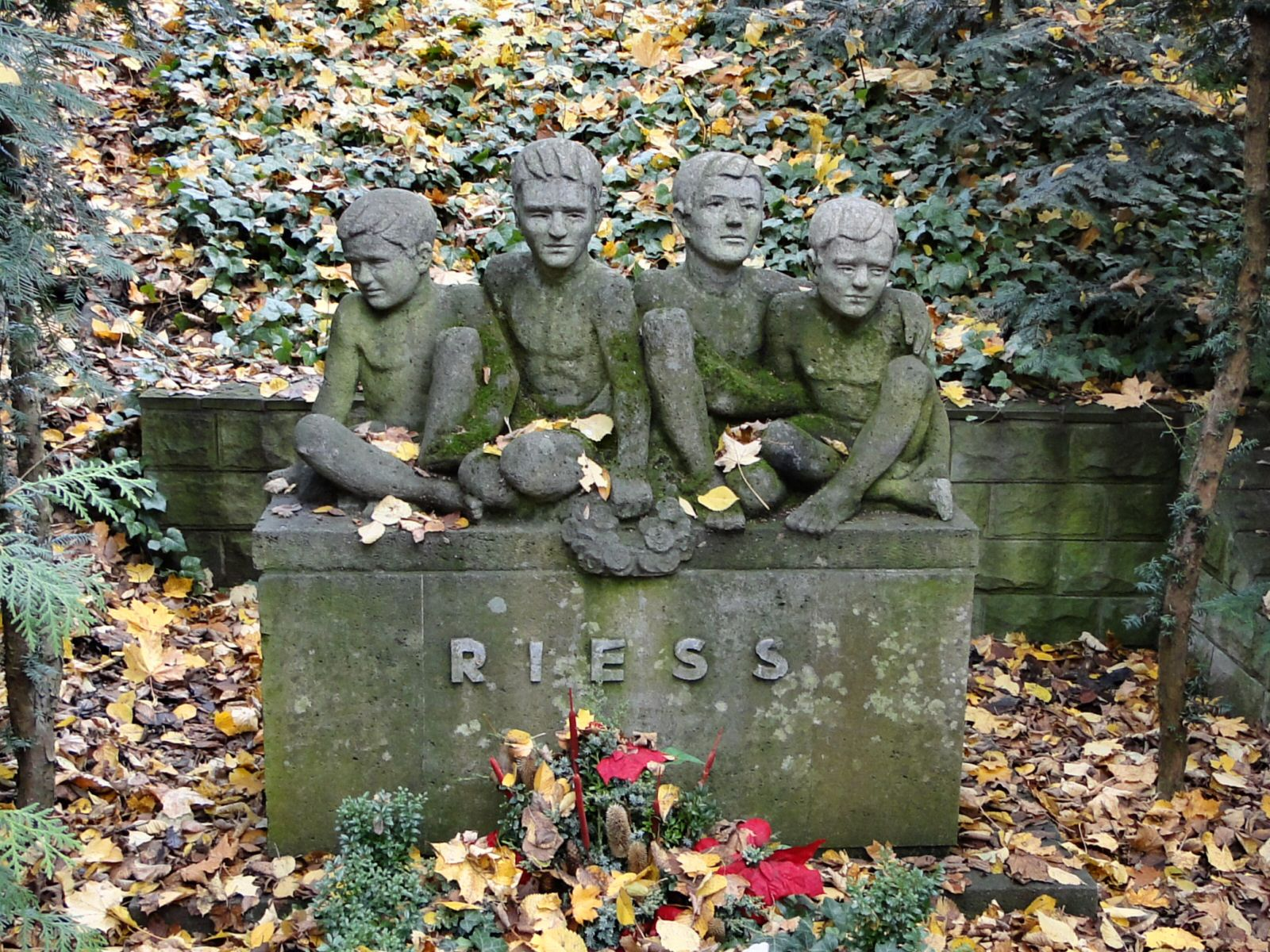
Nagrobek rodziny Riess
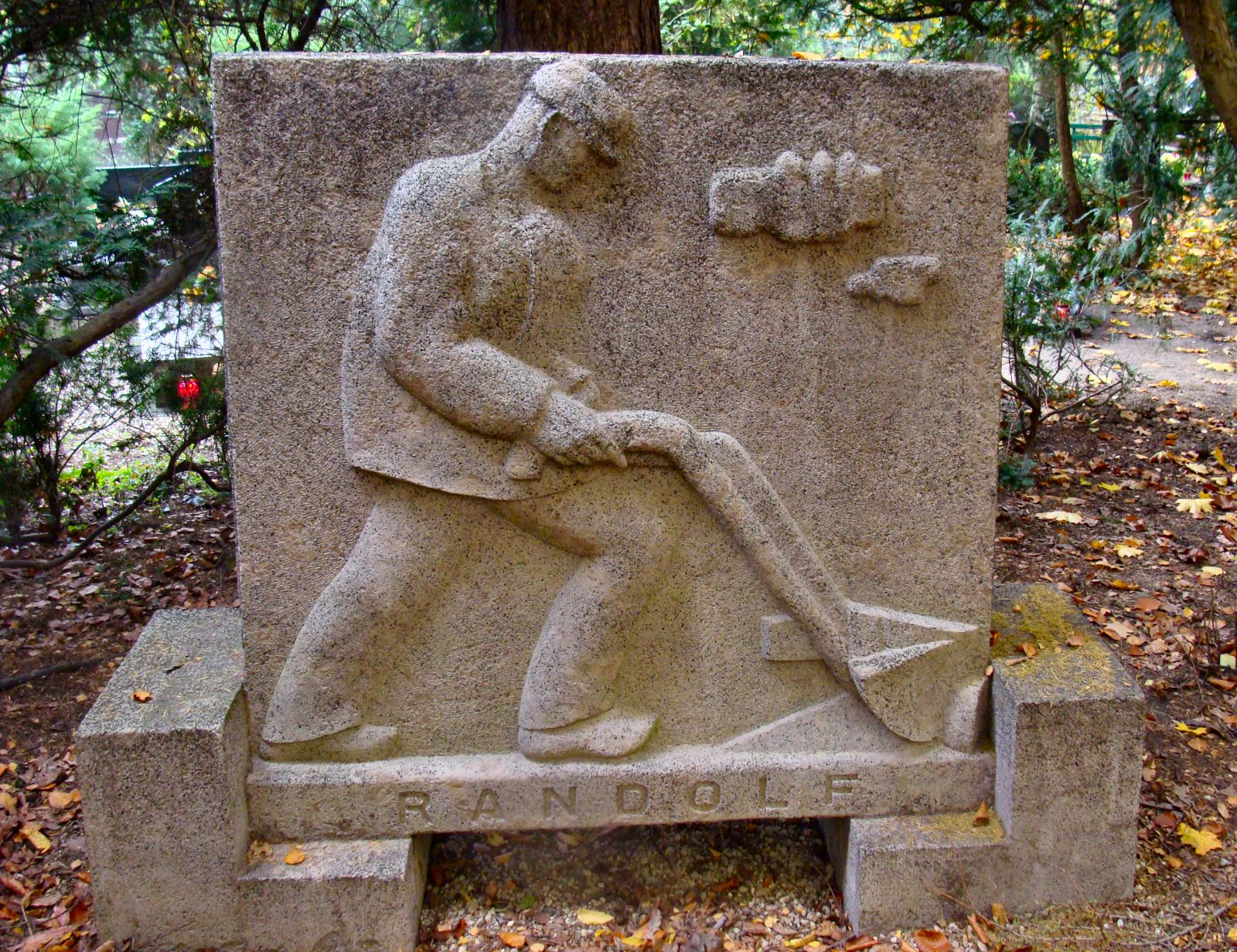
Nagrobek rodziny Randolf
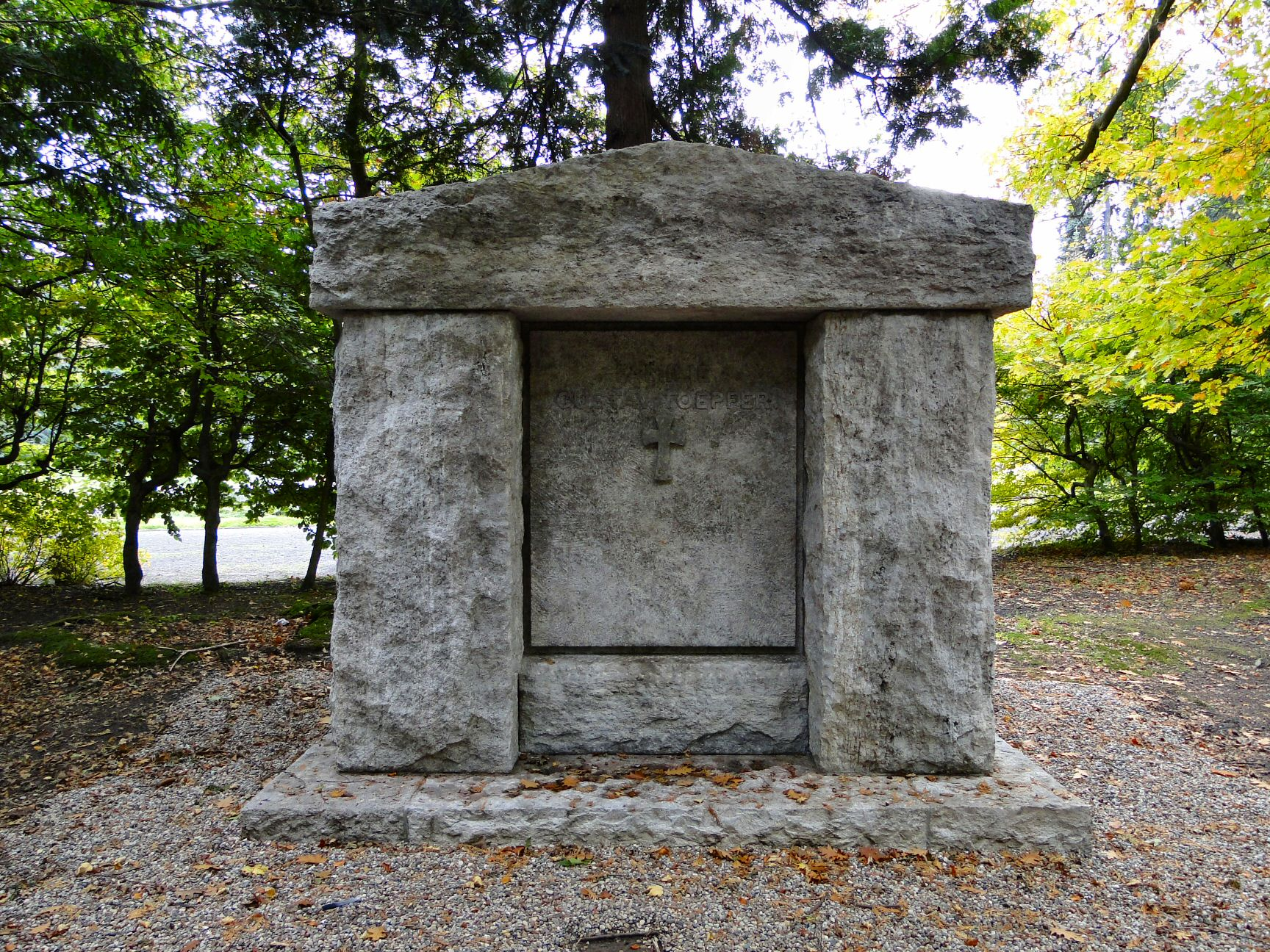
Nagrobek rodziny Toepfer
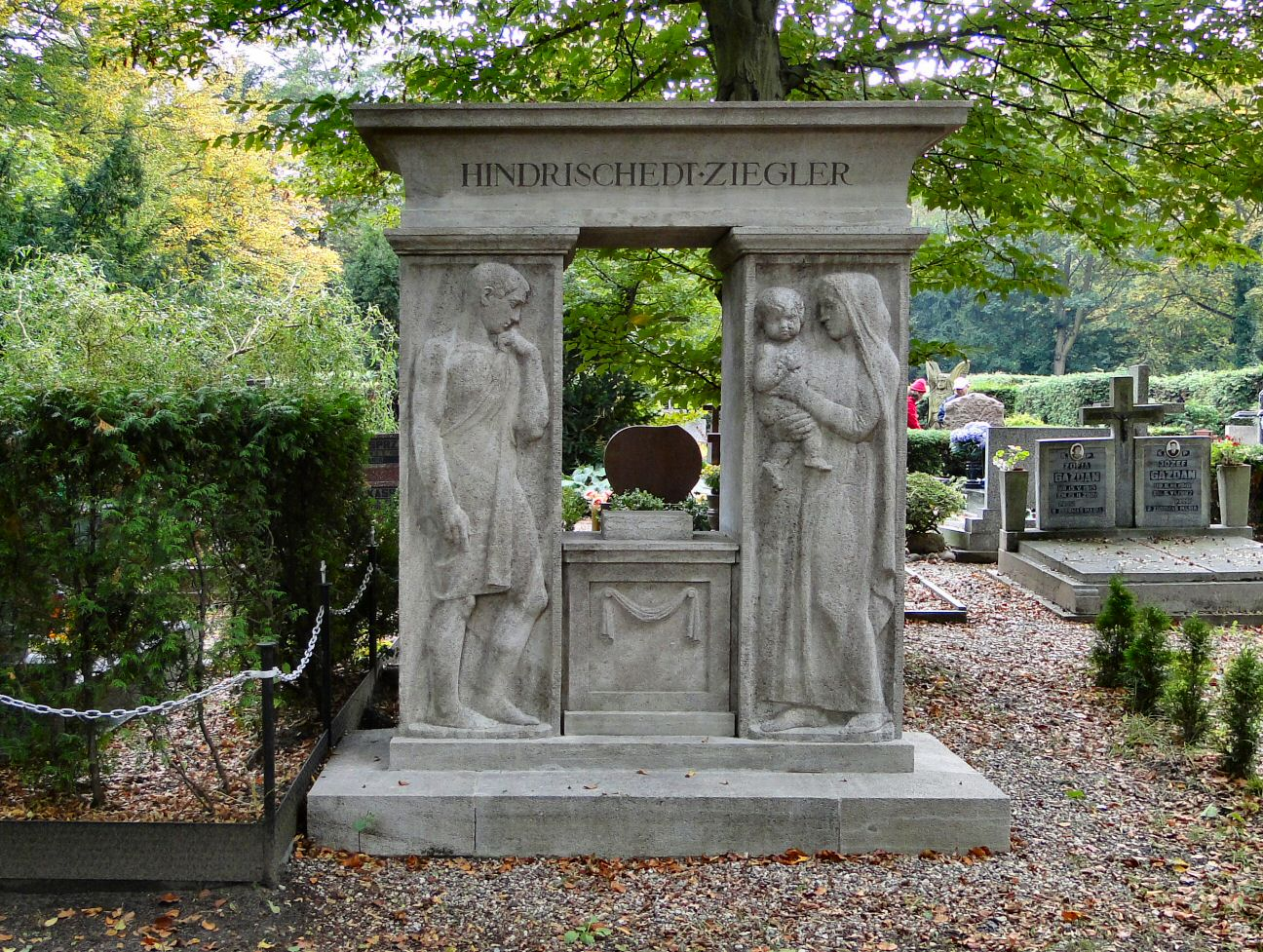
Nagrobek rodziny Hindrischedt-Ziegler

## Fort ćwiczebny

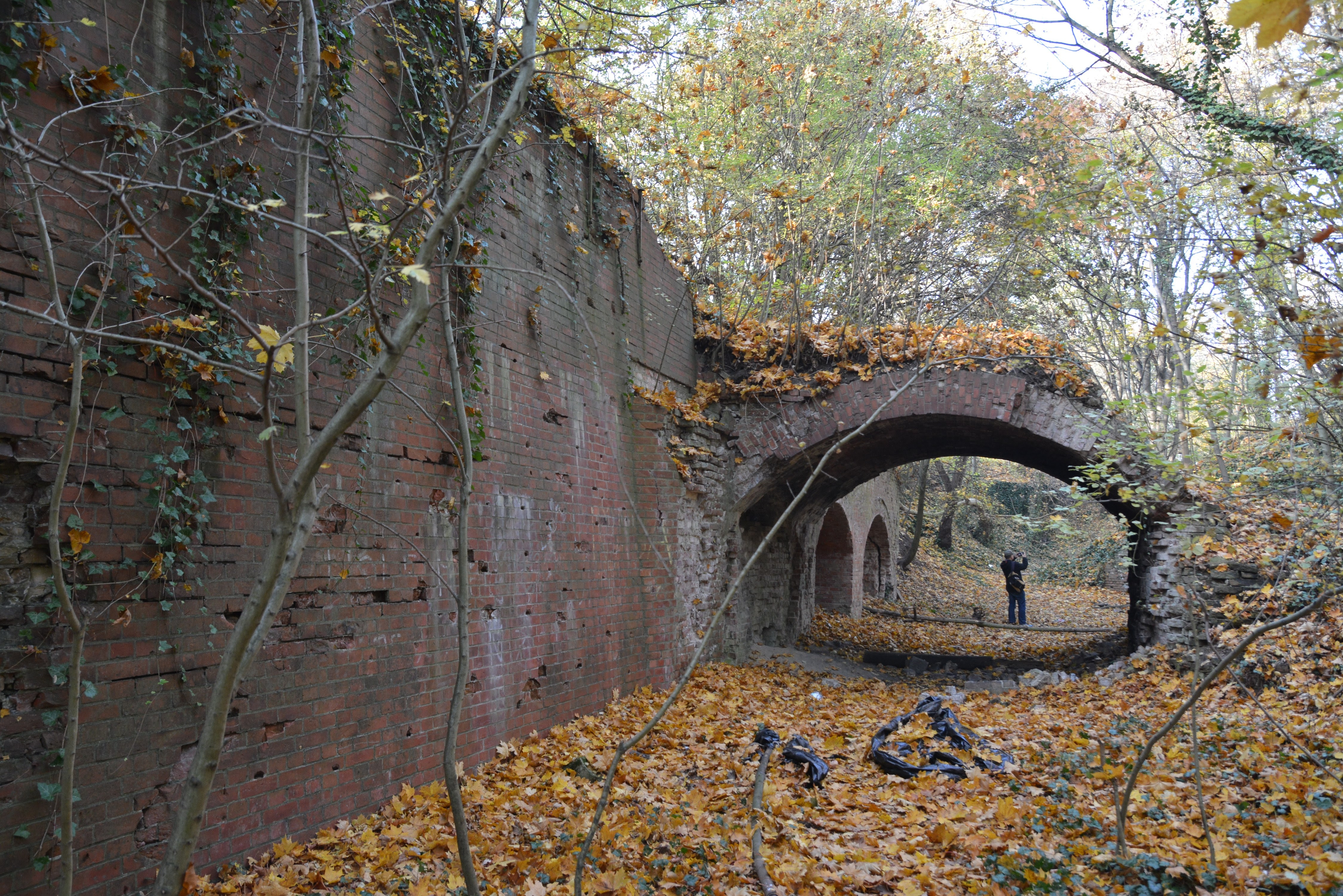
Fort ćwiczebny

Na terenie cmentarza, w pobliżu II bramy, zachowały się pozostałości fortu ćwiczebnego. Budowla znajduje się w zagłębieniu terenu i jest trudno dostępna oraz mało widoczna z zewnątrz. Fort powstał na początku XX w. Po II wojnie światowej mieściła się tu strzelnica wojskowa (pozostała po niej betonowa ściana kulochwytu). Obecnie teren dawnego fortu jest niewykorzystywany i mocno zaniedbany.

## Przyroda

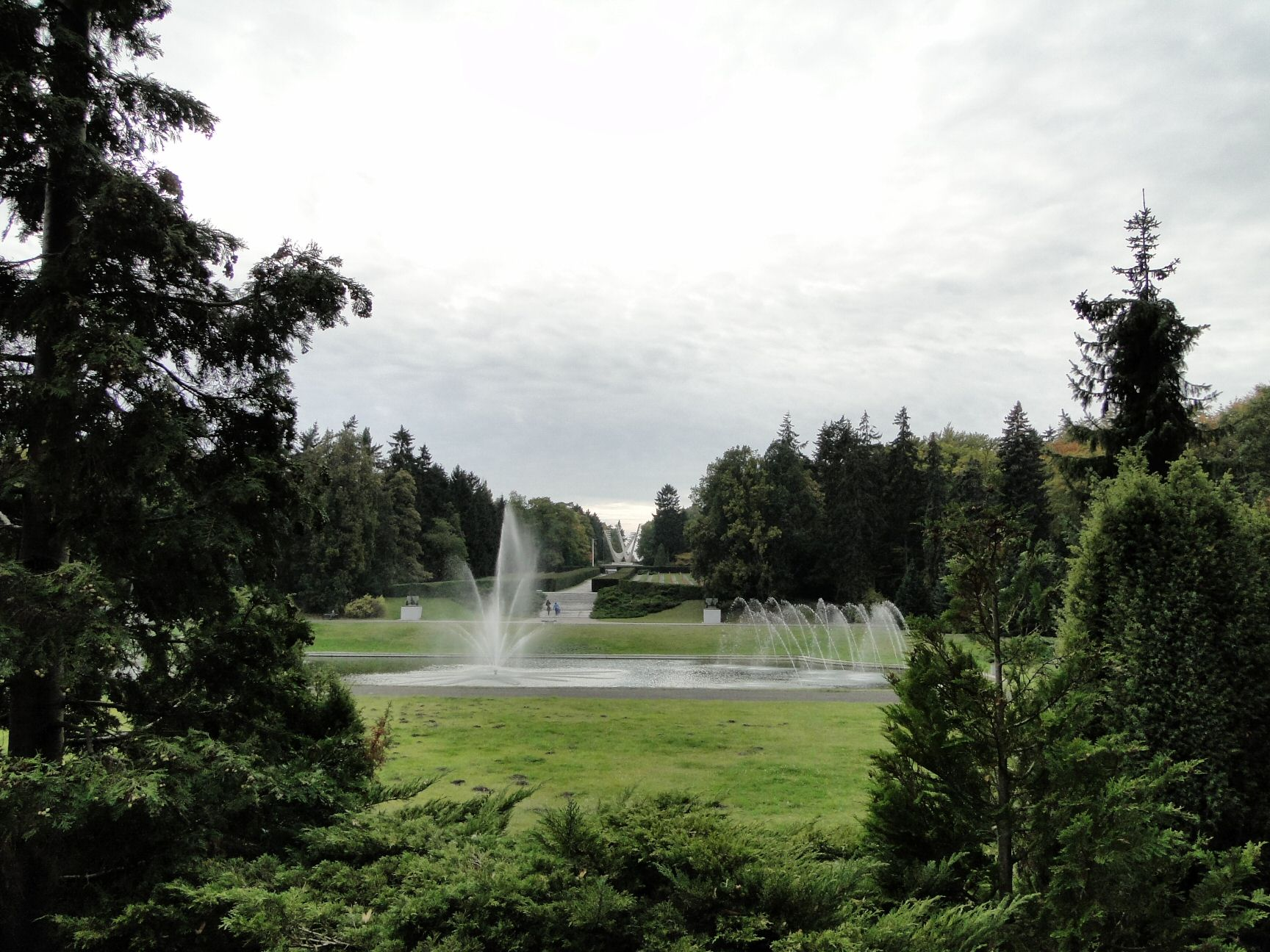
Cmentarz Centralny (fontanna)

Na wzór ówczesnych nekropolii Hamburga (cmentarz Ohlsdorf), Wiednia (Zentralfriedhof) i Berlina (Friedrichsfelde) cmentarz w Szczecinie ma charakter parkowy – rośnie tu około 415 gatunków i odmian drzew oraz krzewów:
- północnoamerykańskie

choina kanadyjska, głóg ostrogłowy, dąb czerwony, dąb zimozielony, jodła kalifornijska, kielichowiec wonny, klon srebrzysty, lipa amerykańska, sosna amerykańska, sosna żółta, świerk srebrny
- dalekowschodnie

forsycja zwisła, miłorząb dwudzielny, modrzew japoński, świerk szydlasty, wiśnia piłkowana, złotlin japoński, żylistek japoński, żywotnik wschodni, Klon Nikkoński, klon ginnala
- europejskie

buk, cis, leszczyna turecka, limba, platan, świerk serbski, jesion mannowy
- ciekawe drzewa

skrzydłorzech kaukaski, żółtnica pomarańczowa, glediczja trójcierniowa, bożodrzew gruczołowaty, korkowiec amurski, tulipanowiec amerykański, kasztan jadalny

### Ścieżka botaniczna
W październiku 2010 wytyczono ścieżkę botaniczną we wschodniej części cmentarza. Ustawiono przy niej 32 tablice z opisem interesujących drzew i krzewów rosnących na cmentarzu. Ścieżka zaczyna się i kończy przy bramie głównej cmentarza. Ścieżkę opracował dr Marcin Kubus (ZUT).
Tablice informacyjne ścieżki botanicznej: 1. Tablica główna, 2. Cis pospolity, 3. Bukszpan wieczniezielony, 4. Platan klonolistny, 5. Grab pospolity, 6. Jodła nikko, 7. Sosna himalajska, 8. Ostrokrzew kolczasty, 9. Buk pospolity, 10. Daglezja zielona (jedlica), 11. Lipa krymska, 12. Bluszcz pospolity, 13. Choina kanadyjska, 14. Sosna wejmutka, 15 Miłorząb dwuklapowy, 16. Dąb zimozielony, 17. Chmielograb europejski, 18. Sosna limba, 19. Modrzew europejski, 20. Świerk serbski ‘Pendula’, 21. Jałowiec pośredni (J. Pfitzera), 22. Dąb szypułkowy f. stożkowata, 23. Jodła, 24. Jodła jednobarwna (kalifornijska) odmiana sina, 25. Jodła koreańska, 26. Świerk kłujący f. sina, 27. Różanecznik katawbijski (fioletowy), 28. Buk pospolity odmiana zwisająca, 29. Buk pospolity odmiana ‘Purpurea Tricolor’, 30. Świerk pospolity odmiana nibywiciowa, 31. Cyprysik Lawsona, 32. Dąb czerwony, 33 Złotokap pospolity.

## Stowarzyszenie na Rzecz Cmentarza Centralnego
W Szczecinie działa Stowarzyszenie na Rzecz Cmentarza Centralnego, założone w 2003. Do zadań Stowarzyszenia należy dbanie i renowacja nagrobków zabytkowych oraz osób zasłużonych dla Szczecina, ochrona przyrody na cmentarzu, propagowanie wiedzy o cmentarzu i historii.

## Hydrografia
W zachodniej części nekropolii płyną dwa potoki: Cicha i Jasna Woda.